# Meiji (okres)
Meiji (jap. 明治時代 Meiji-jidai; „Era Światłych Rządów”) – okres w historii Japonii przypadający na lata panowania cesarza Mutsuhito, trwający od 8 września 1868 do 30 lipca 1912. Zapoczątkowany przez szereg wydarzeń określanych mianem restauracji Meiji (jap. 明治維新 Meiji Ishin). Były to czasy głębokich przemian społecznych, politycznych, gospodarczych i kulturowych, jak również gruntownej modernizacji kraju na wzór zachodni.

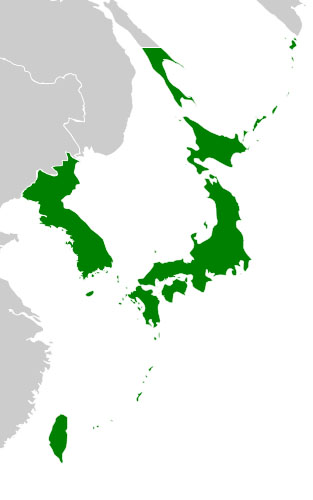
Zasięg terytorialny Cesarstwa Wielkiej Japonii w końcowych latach okresu Meiji, po zaanektowaniu Korei w 1910 roku

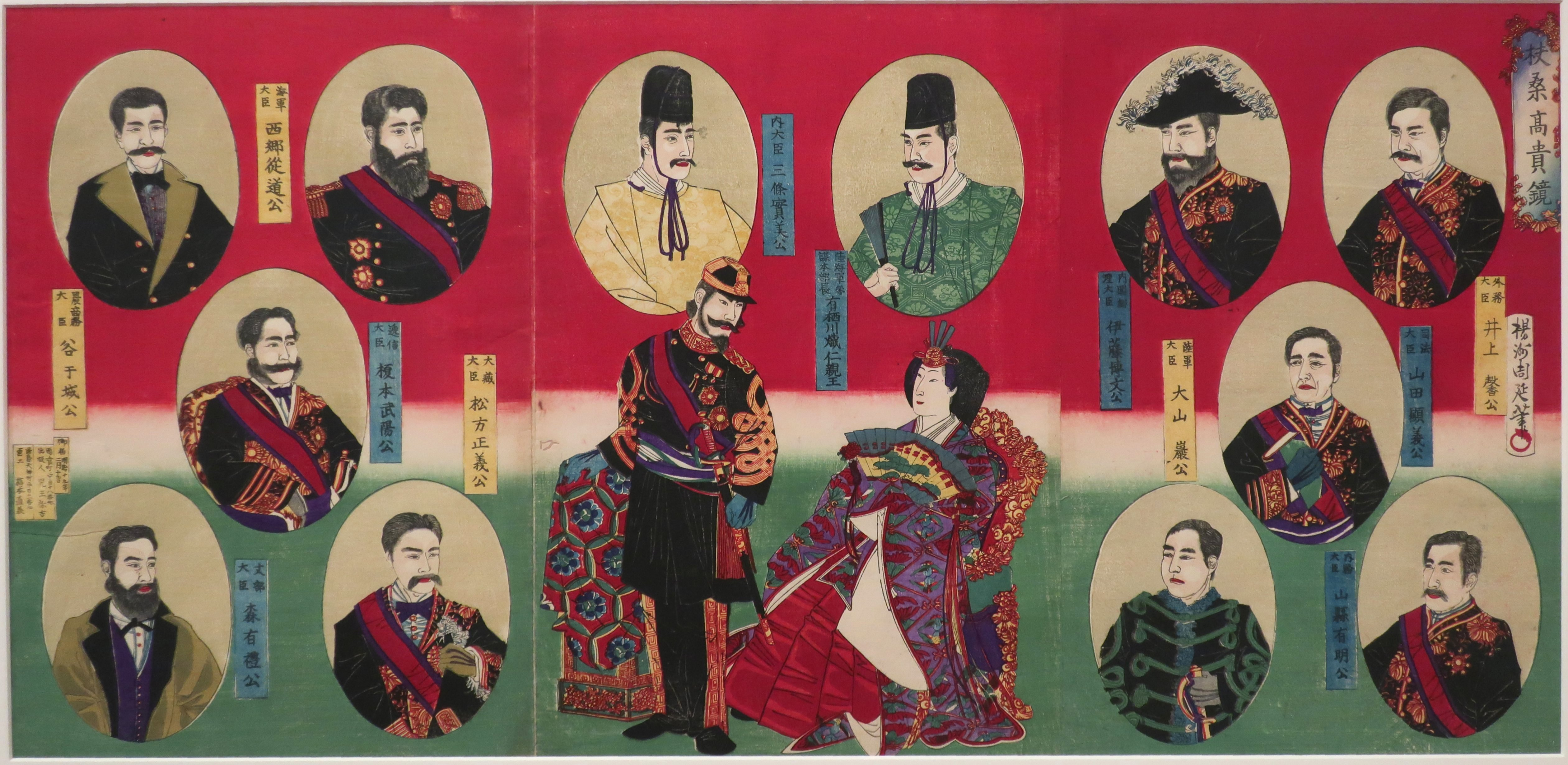
Ministrowie okresu Meiji: W centrum para cesarska; górny rząd, od prawej do lewej: minister spraw zagranicznych Kaoru Inoue, premier Hirobumi Itō, dowódca armii Taruhito Arisugawa, minister dworu Sanetomi Sanjō, minister marynarki wojennej, admirał Jūdō Saigō, minister rolnictwa i handlu, generał porucznik Tateki Tani; środkowy rząd, od prawej do lewej: minister sprawiedliwości Akiyoshi Yamada, minister komunikacji i transportu Takeaki Enomoto; dolny rząd, od prawej do lewej: minister spraw wewnętrznych Aritomo Yamagata, minister wojny, admirał Iwao Ōyama, minister spraw wewnętrznych Masayoshi Matsukata, minister edukacji Arinori Mori

W epoce Meiji Cesarstwo Wielkiej Japonii stało się potęgą na skalę międzynarodową – głównie dzięki spektakularnym zwycięstwom w wojnie chińsko-japońskiej (1894–1895) i wojnie rosyjsko-japońskiej (1904–1905), a także zdobyczom terytorialnym: Korei, Tajwanu, południowego Sachalinu i wysp Riukiu. Był to również początek imperialistycznej linii polityki zagranicznej, związanej z rozwojem nacjonalizmu japońskiego oraz koncepcjami ekspansji terytorialnej na kontynencie azjatyckim.
Okres Meiji nastąpił po okresie Edo (1603–1868), a poprzedził okres Taishō (1912–1926).

## Restauracja Meiji

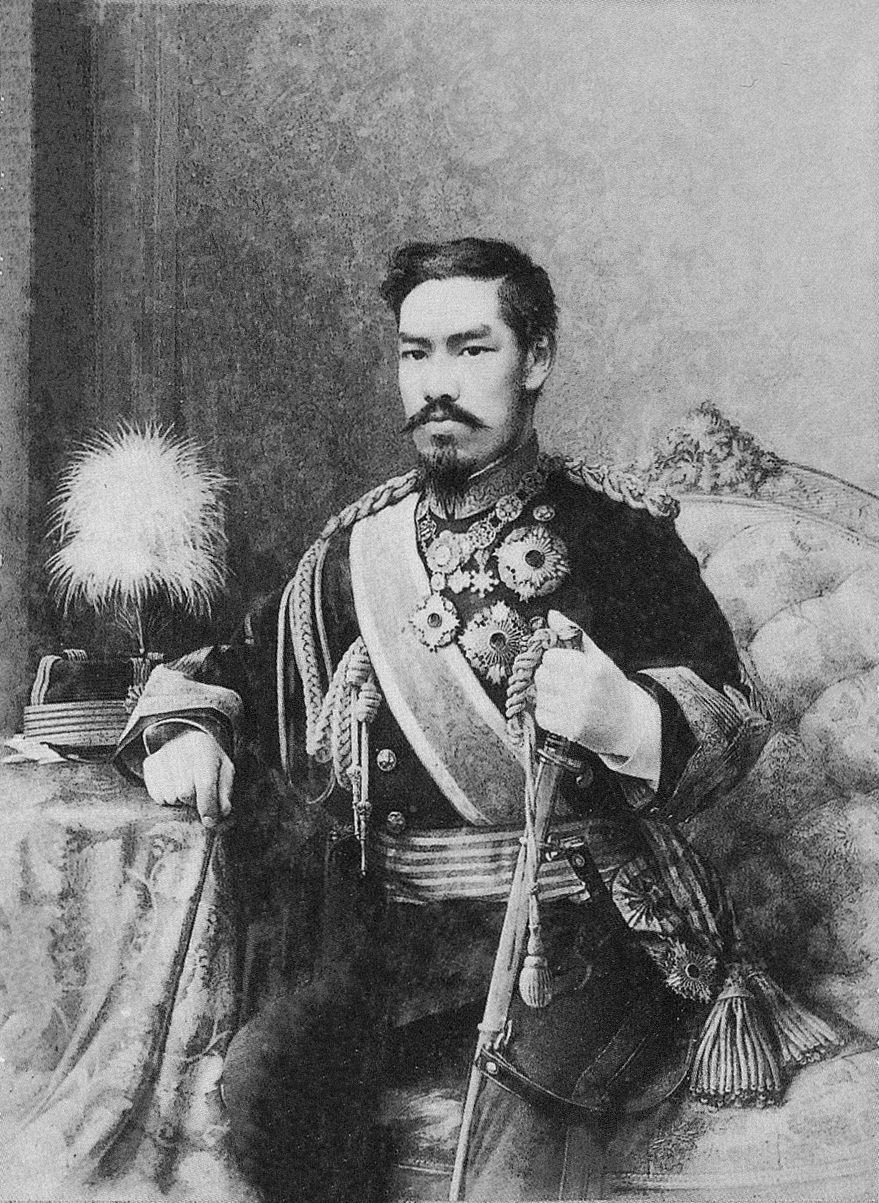
Cesarz Mutsuhito po obaleniu siogunatu Tokugawów. W epoce Meiji stał się symbolem szybkich przemian i rodzącej się tożsamości narodowej Japończyków. Zgodnie z zaleceniami rządu, jego portret musiał wisieć we wszystkich szkołach, urzędach i placówkach publicznych

Ponad 250-letni okres pod wojskowymi rządami rodu Tokugawa, nazywany okresem Edo, doprowadził do wielu zmian w społeczeństwie Japonii. Polityka izolacji zapewniła pokój wewnętrzny oraz rozwój mieszczańskiej kultury, ale gospodarczo pozostawiła Japonię daleko w tyle za Zachodem. Japończycy przekonali się o tym w momencie przybycia statków „mocarstw zaoceanicznych” i domagania się otwarcia ich kraju dla handlu i współpracy. Podpisanie w 1854 roku narzuconego traktatu z Kanagawy gwałtownie wzmogło nastroje antyrządowe. Liczne grupy samurajów-patriotów zaczęły otwarcie krytykować sioguna, obwiniając go o słabość i nieudolność w stawianiu oporu cudzoziemcom z Europy i Stanów Zjednoczonych. W roku 1868, w wyniku trwającej od 1867 wojny domowej boshin, doszło do wydarzeń określanych mianem restauracji (lub rewolucji) Meiji. Samurajowie z zachodnich domen feudalnych – Satsumy, Chōshū, Tosy i Hizen – obalili siogunat Tokugawów, zmuszając ostatniego z nich, Yoshinobu, do ustąpienia. Władza została przekazana w ręce młodego cesarza Mutsuhito.

## Polityka wewnętrzna

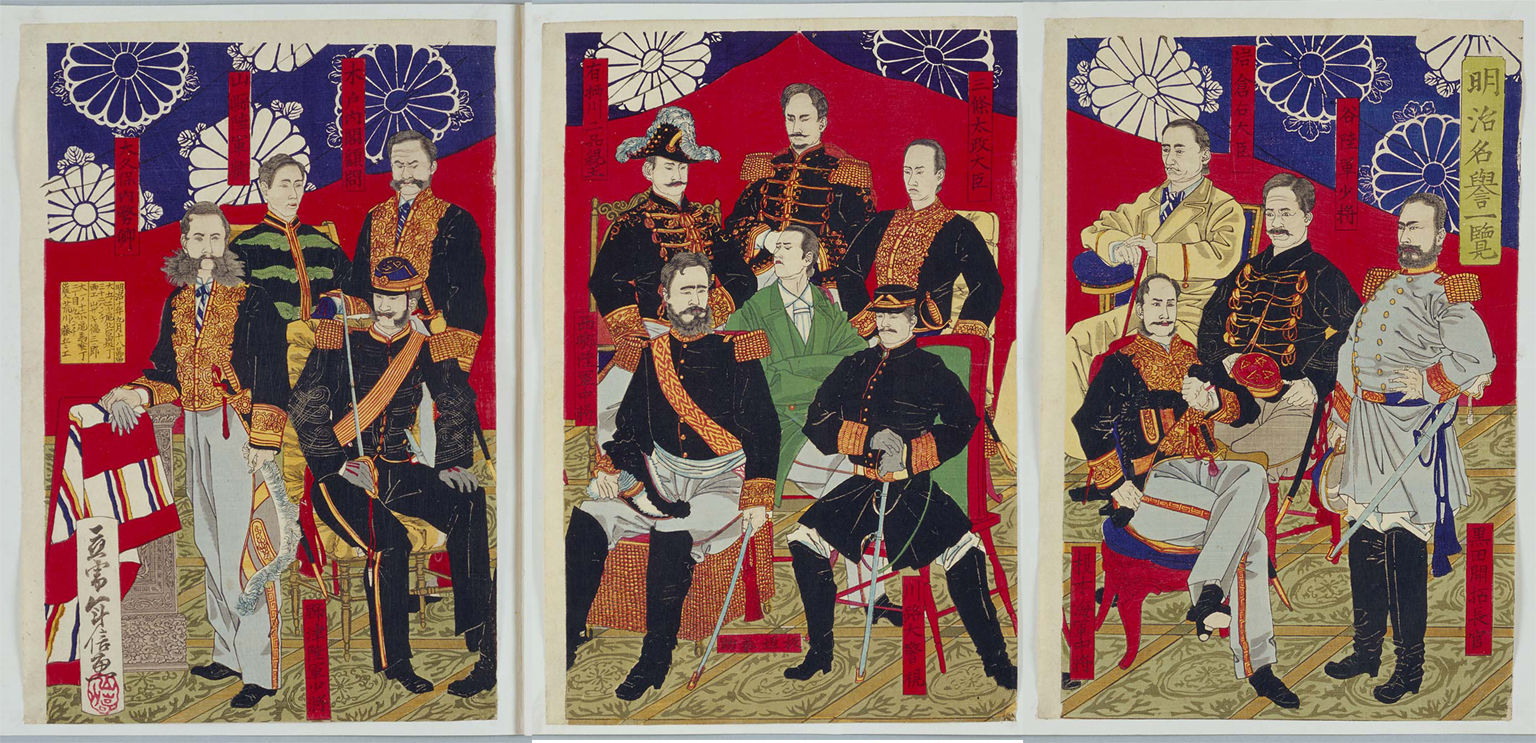
Oligarchowie Meiji byli grupą najważniejszych urzędników państwowych, którzy znajdując się u władzy, kierowali modernizacją państwa i polityką zagraniczną. W większości składali się z intelektualistów pochodzących z dawnej klasy samurajskiej, która obaliła siogunat okresu Edo oraz z grona dworskich arystokratów cesarskich

Cesarz Mutsuhito w dniu 6 kwietnia 1868 wydał deklarację zwaną Cesarską przysięgą w pięciu artykułach, zapowiadającą głębokie reformy wewnątrzpaństwowe. Ich początkiem miało być symboliczne przeniesienie stolicy państwa z Kioto do Edo, dotychczasowej siedziby siogunów, którego nazwę zmieniono na Tokio (jap. 東京 Tōkyō; „Wschodnia Stolica”).
Władzę w państwie w imieniu cesarza i za jego zezwoleniem przejął w swoje ręce rząd tymczasowy, złożony z czołowych przywódców rewolucji z Satsumy i Chōshū oraz najważniejszych urzędników cesarskich, w tym trzech wielkich mężów restauracji Meiji, czyli Koina Kidō, Takamoriego Saigō i Toshimichiego Ōkubo, a także między innymi Hirobumiego Itō, Aritomo Yamagaty, Tomomiego Iwakury, Masayoshiego Matsukaty, Kinmochiego Saionjiego i Sanetomiego Sanjō. Jeszcze w 1869 roku powołano Radę Stanu, mającą stanowić organ najwyższej władzy państwowej, w której wszystkie główne stanowiska zajęli członkowie rządu. Podlegając pewnym reorganizacjom, istniała ona aż do czasu, gdy w drugiej połowie 1871 roku zastąpiono ją trójczłonowym gabinetem rządowym, złożonym z trzech ministerstw: Środka, Lewej i Prawej Strony. Każdemu z nich podlegały mniejsze ministerstwa resortowe, których układ, liczba i kompetencje w kolejnych latach ulegały częstym zmianom. Był to jednak wyłącznie kształt tymczasowy. Ustrój polityczny nowej Japonii nabrał ostatecznego kształtu dopiero w roku 1889, po ogłoszeniu konstytucji.
Spis wszystkich premierów Japonii w okresie Meiji wraz z okresami ich urzędowania:

- Hirobumi Itō (grudzień 1885–kwiecień 1888)
- Kiyotaka Kuroda (kwiecień 1888–grudzień 1889)
- Aritomo Yamagata (grudzień 1889–maj 1891)
- Masayoshi Matsukata (maj 1891–sierpień 1892)
- Hirobumi Itō (sierpień 1892–wrzesień 1896)
- Masayoshi Matsukata (wrzesień 1896–styczeń 1898)
- Hirobumi Itō (styczeń 1898–czerwiec 1898)
- Shigenobu Ōkuma (czerwiec 1898–listopad 1898)
- Aritomo Yamagata (listopad 1898–październik 1900)
- Hirobumi Itō (październik 1900–czerwiec 1901)
- Tarō Katsura (czerwiec 1901–styczeń 1906)
- Kinmochi Saionji (styczeń 1906–lipiec 1908)
- Tarō Katsura (lipiec 1908–sierpień 1911)
- Kinmochi Saionji (sierpień 1911–grudzień 1912)[2]

Grupę wysokich urzędników państwowych, którzy w okresie Meiji naprzemiennie obsadzali większość głównych stanowisk i de facto kierowali losami całego kraju, niezależnie od woli parlamentu i cesarza, określa się w historiografii mianem „oligarchii Meiji” (jap. 藩閥 hanbatsu; „oligarchia klanowa”).

### Reformy społeczne, polityczne i militarne

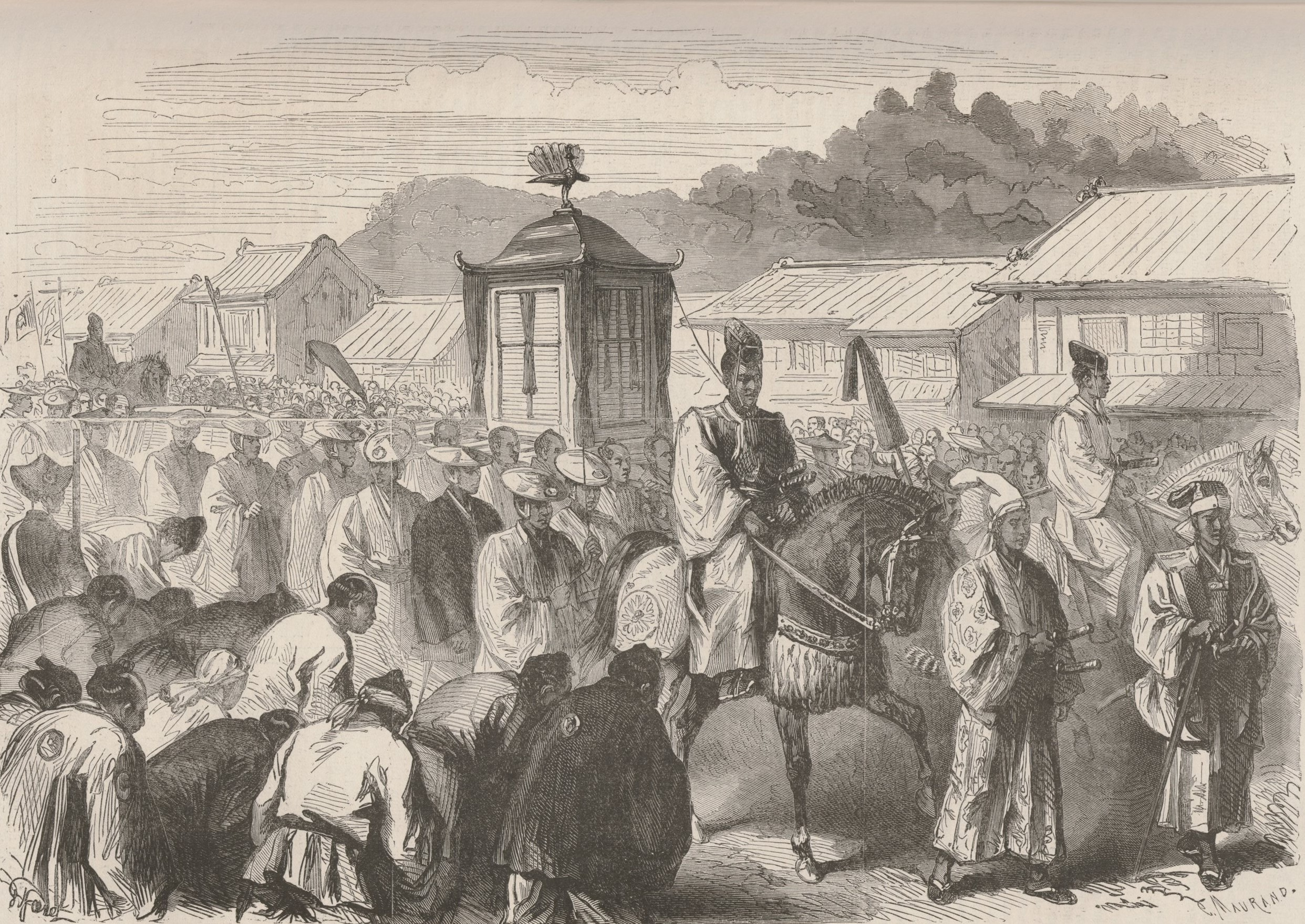
Piętnastoletni Mutsuhito przenoszący się w 1868 roku z Kioto do Tokio (dawnego Edo) – odtąd nowej stolicy Japonii

Od początku swojego istnienia nowy rząd japoński śmiało przystępował do wdrażania całego szeregu reform, co czynił w myśl programu fukoku kyōhei (jap. 富国強兵 „bogaty kraj, silna armia”). Głównym celem polityków Meiji było uczynienie z Japonii mocarstwa, którego filarem byłoby dobrze zorganizowane, zmodernizowane społeczeństwo. Pierwszym krokiem na drodze ku temu celowi było zlikwidowanie starych domen feudalnych – hanów (jap. 藩 han) – zastępując je nowym systemem administracji centralnej. Rząd dokonał tego dwuetapowo. Wpierw w 1869 roku – w wyniku wydarzeń określanych jako hanseki-hōkan (jap. 版籍奉還; „zwrot rejestrów hanowych”), polegających na mianowaniu tych daimyō (panów feudalnych), którzy dobrowolnie podporządkowali się reformie, niedziedzicznymi gubernatorami ich dawnych ziem, przy zapewnieniu im pewnej autonomii. Taka sytuacja nie utrzymała się jednak długo, gdyż 29 sierpnia 1871 dekretem cesarskim o nazwie haihan-chiken (jap. 廃藩置県; „zniesienie hanów, ustanowienie prefektur”) ostatecznie wywłaszczono wszystkich byłych daimyō, a utworzone w 1869 prefektury w pełni przeszły w ręce państwa. Dawną nomenklaturę feudalną zastąpiono mianowanymi w Tokio urzędnikami, waluty ujednolicono, a jedynym poborcą podatków stał się odtąd rząd. W 1888 roku podział administracyjny Japonii przybrał swój dzisiejszy kształt, składając się z 43 prefektur zwykłych (jap. 県 ken), 2 prefektur miejskich (jap. 府 fu) (Kioto, Osaka), 1 dystryktu (jap. 道 dō) (Hokkaido) i 1 metropolii (jap. 都 to) (Tokio).

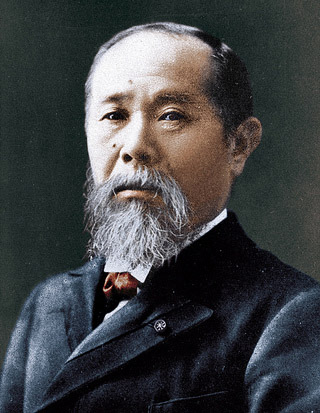
Hirobumi Itō, japoński polityk, mąż stanu, genrō, jeden z autorów konstytucji, czterokrotny premier i rezydent generalny Korei, zamordowany w 1909 r., jeden z trzech wielkich mężów restauracji Meiji

Równolegle przebiegał proces likwidacji przywilejów stanowych, trwający w latach 1869–1876, zakończony całkowitym zrównaniem stanu samurajskiego z resztą obywateli. Początkowo dawnym samurajom wypłacano pensje z kasy państwa, lecz szybko zastąpiono takie rozwiązanie jednorazowym odszkodowaniem. Zakazano również publicznego noszenia mieczy. Po tych restrykcjach spora część dawnych samurajów wtopiła się w społeczeństwo jako nowa inteligencja lub zamożne mieszczaństwo, niejednokrotnie wstępując do spółek handlowych z kupcami, wielu jednak aktywnie zaangażowało się w działalność polityczną, a czasami także – wywrotową.
Wielkie wysiłki poczyniono też na rzecz edukacji społeczeństwa. W roku 1872 wprowadzono powszechny obowiązek szkolny dla dzieci obojga płci. System oświaty wzorowano na krajach zachodnich – powołano szkoły elementarne, szkoły średnie i uniwersytety. Pomimo początkowych sprzeciwów znacznej części ludności, znajdujących swój objaw w niskiej frekwencji oraz zamieszkach, reforma edukacyjna z biegiem lat odniosła pełny sukces. Według danych na rok 1905, do szkół regularnie uczęszczało aż 98% wszystkich chłopców i 93% dziewczynek.
Za sprawą Hirobumiego Itō 7 lipca 1884 wprowadzono kazoku (jap. 華族; „szlachectwo”) – nowy system tytułów szlacheckich, wzorowany na brytyjskim pod względem hierarchii, lecz z nazewnictwem wywodzącym się z cesarskich Chin. Na kazoku składało się pięć tytułów; poczynając od najwyższego były to kolejno: książę (jap. 公爵 kōshaku), markiz (jap. 侯爵 kōshaku), hrabia (jap. 伯爵 hakushaku), wicehrabia (jap. 子爵 shishaku) i baron (jap. 男爵 danshaku).
Poszczególne tytuły nadano członkom dawnej arystokracji feudalno-dworskiej – kuge (jap. 公家), najważniejszym rodom samurajskim oraz głównym działaczom procesarskim z czasów restauracji Meiji. Szlachectwo było dziedziczone zgodnie z zasadą primogenitury. Uzyskać je mogła również osoba nieposiadająca znamienitego rodowodu, o ile tylko w jakiś sposób przysłużyła się państwu. Z tego powodu na przestrzeni lat grupa kazoku powiększyła się o wielu działaczy politycznych i dowódców wojskowych. O tym, jaki tytuł miał przynależeć danej rodzinie, decydowały jej zasługi bądź to, jaką pozycją cieszyła się w feudalnej Japonii. Stąd najwyższy tytuł książęcy nadano między innymi głowom najstarszych gałęzi rodu Fujiwara, rodom Mito i Tokugawa, rodom Shimazu i Mōri (za zasługi w obaleniu siogunatu), a także czołowym mężom stanu okresu Meiji (takim jak Hirobumi Itō, Aritomo Yamagata czy Kinmochi Saionji). Zgodnie z konstytucją z 1889 roku, każdy posiadacz tytułu księcia bądź markiza automatycznie wchodził w skład Izby Parów. Po przyłączeniu Wysp Riukiu do Japonii w 1879 roku rodzina tamtejszego monarchy uznana została za jeden z rodów kazoku, z tytułem markiza. Po zajęciu Korei w 1910 w systemie szlacheckim wprowadzono zmiany, dodając tytuł króla (jap. 王 ō), zarezerwowany dla głów koreańskiej rodziny monarszej, Yi.
Od 1 stycznia 1873 roku stosowany dotychczas w Japonii kalendarz księżycowy został zastąpiony przez kalendarz gregoriański, co wymusiło ogólnokrajowe przesunięcie dat.
Cesarska Armia Japońska, formalnie istniejąca od 1871 roku jako Gwardia Cesarska, początkowo składała się wyłącznie z samurajów z Satsumy, Chōshū i Tosy, uzbrojonych i walczących na modłę zachodnią. Jednak już w 1873 roku Aritomo Yamagata zainicjował istotne reformy. Siły zbrojne przeformowano, nadając im postać armii poborowej, a także znacząco powiększono. Zgodnie z ustawą wydaną w tym samym roku każdy mężczyzna po 20 roku życia musiał spędzić trzy lata w służbie czynnej oraz cztery w rezerwie. Organizując nową armię, rząd japoński wzorował się przede wszystkim na modelu pruskim, w zakresie strategii przyjmując koncepcje Carla von Clausewitza. Zatrudnił spore grono niemieckich doradców wojskowych, na czele których stał Jakob Meckel, doświadczony pruski oficer. Równolegle przeznaczono ogromne sumy pieniędzy na zakup najnowocześniejszego uzbrojenia i artylerii. Wielki nacisk położono też na zaprowadzenie w wojsku bardzo surowej dyscypliny i zaszczepieniu żołnierzom ślepej wierności wobec przełożonych, a przede wszystkim wobec cesarza.

### Modernizacja kraju
Oprócz wdrażania kolejnych reform rząd Meiji skupił się też na przeprowadzeniu długiego i pracochłonnego procesu dogłębnej modernizacji kraju. Już w 1871 roku za sprawą Hisoki Maejimy powstał system pocztowy, na masową skalę budowano też linie telegraficzne.
Jednym z głównych propagatorów koncepcji „dogonienia” Zachodu był Takayoshi Kido, który w 1872 roku odbył podróż do Europy i Stanów Zjednoczonych, gdzie zachwyciły go między innymi osiągnięcia tamtejszej gospodarki opartej na przemysłowym kapitalizmie. Do programu fukoku kyōhei weszły więc również cele gospodarcze, na czele których stało doprowadzenie w Japonii do przyspieszonej rewolucji przemysłowej poprzez odgórną stymulację krajowej produkcji. W swojej polityce ekonomicznej japońscy urzędnicy oparli się przede wszystkim na protekcjonistycznych koncepcjach Friedricha Lista, realizowanych przez ówczesne Niemcy. Za publiczne pieniądze w szybkim tempie zbudowano szereg kopalń, fabryk, zakładów wytwórczych i przedsiębiorstw związanych z najważniejszymi gałęziami przemysłu. Początkowo przynosiły one wyłącznie straty, co spowodowane było brakiem odpowiednio wyszkolonej kadry pracowniczej. Rząd był jednak świadomy, iż proces modernizacji może zająć wiele lat i liczył na stopniową poprawę wyników produkcyjnych, która zresztą faktycznie nastąpiła, lecz dopiero w późniejszych latach. Stosunkowo spore środki zostały przeznaczone na zatrudnienie dużej liczby zagranicznych fachowców, określanych jako oyatoi gaikokujin (jap. 御雇外国人; „najemni obcokrajowcy”), głównie na stanowiskach doradczych. Wieloletni plan zakładał ewentualne zastąpienie cudzoziemców Japończykami, gdy tylko w kraju uda się wykształcić odpowiednio wykwalifikowaną grupę. Stawiano wyłącznie na rodzime inwestycje, stanowczo zwalczając próby wchodzenia kapitału zagranicznego na rynek japoński. Począwszy od 1873 roku cudzoziemcy mieli też zakaz nabywania ziemi.
Rząd japoński bardzo obawiał się podzielenia losu innych państw azjatyckich, które zostały w znacznym stopniu skolonizowane przez Zachód pod względem gospodarczym. Z tego powodu główni politycy nie pozwalali na zaciąganie długu od obcych mocarstw. Taka postawa stanowiła utrudnienie, gdyż we wczesnym okresie okresu Meiji państwo osiągało dość mierne dochody, co było spowodowane słabym systemem podatkowym.
Jako tymczasowe rozwiązanie na początku lat 70. pożyczono dużą ilość pieniędzy od bankierów z Osaki na sfinansowanie pierwszych, największych inwestycji. Jednak już w 1873 roku zatwierdzono ogólnokrajowy podatek od gruntu, pobierany indywidualnie od każdego chłopa, związany z nowatorskim narodowym rejestrem ziemi, również wprowadzonym w tym samym roku. Była to jedna z najważniejszych reform gospodarczych, pozwalająca samodzielnie sfinansować kosztowne inwestycje rządowe. Zniosła też ona pozostałości feudalizmu, gdyż odtąd każdy chłop był zależny nie od pana lub lokalnego urzędnika, lecz bezpośrednio od państwa. Główną wadą takiego rozwiązania okazało się powszechne niezadowolenie ludności wiejskiej, narastające zwłaszcza w czasach wahań koniunkturalnych, kiedy chłopi ponosili dotkliwe koszty ewentualnej deflacji, sprzedając większą ilość towarów za te same pieniądze.
Pod patronatem rządu odbywała się budowa linii kolejowych. Pierwsza – łącząca Tokio z Jokohamą – powstała za publiczne pieniądze w 1872 roku i do 1889 roku była systematycznie przedłużana, aż do Kobe. Jednocześnie władze zachęcały prywatnych przedsiębiorców (których liczba stale wzrastała, zwłaszcza w związku z utworzeniem nowoczesnej giełdy w latach 80.) do inwestowania w kolejnictwo, czego skutkiem była budowa ogromnej ilości nowych połączeń.
W efekcie w ciągu 35 lat łączna długość linii kolejowych wzrosła z 29 km w roku 1872 do 7152 km w roku 1907, kiedy to zakończono realizowane przez państwo zadanie wykonania głównych połączeń kolejowych w kraju. Linie obsługiwane były wówczas przez ok. 1900 lokomotyw, a pociągi przewoziły ok. 1 mln pasażerów rocznie.
Innymi posunięciami rządu japońskiego było wprowadzenie jednolitej waluty krajowej, jena, dokonane w połowie lat 80. przy udziale banku emisyjnego, a także rozbudowa portów i latarni morskich w celu ogólnego poprawienia warunków żeglugi przybrzeżnej.

### Niepokoje wewnętrzne; bunt samurajów z Satsumy

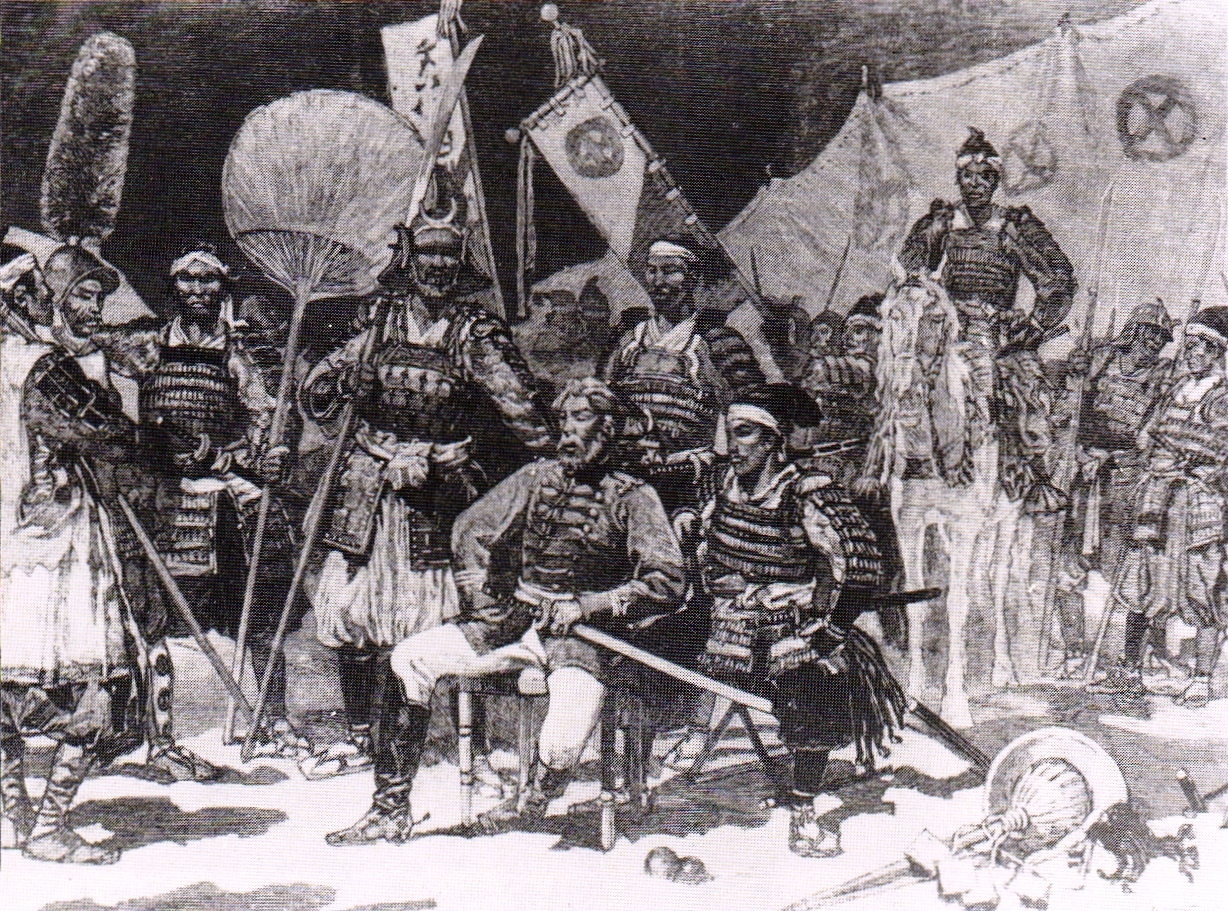
Takamori Saigō (siedzący pośrodku, w stroju zachodnim), mąż stanu i dowódca wojskowy, przywódca powstania samurajów z 1877 r. wraz ze swoimi oficerami przed bitwą pod Shiroyamą

Jednym ze stałych problemów, jaki nowe władze odziedziczyły po schyłkowym okresie siogunatu z Edo, było głębokie niezadowolenie społeczne, zwłaszcza wśród niższych warstw. Częste bunty chłopskie wybuchały na obszarze całego kraju, z reguły zupełnie spontanicznie. Do kulminacji tych niepokojów doszło w latach 70., gdy najpierw na skutek dekretu z 1872 roku wszystkie dzieci objęto obowiązkiem szkolnym, a następnie, gdy rok później wprowadzono powszechny pobór do wojska. Te dwa wydarzenia dały impuls do wystąpień lokalnej ludności, wzburzonej przeciwko tak radykalnym zmianom względem poprzedniego ustroju. Żadne z takich wystąpień nie zdołało wprawdzie odnieść długotrwałych sukcesów, jednakże skutecznie paraliżowały państwo japońskie w tamtym okresie.
Z powodu nieprzychylnej polityki rządu względem byłych samurajów, dążącej do odebrania im przywilejów, wielu z nich nie chciało pogodzić się ze zmianą swojej roli społecznej i postanawiało wystąpić zbrojnie przeciwko legalnej władzy. Najpoważniejszym takim wydarzeniem był bunt Satsumy (jap. 西南戦争 seinan-sensō; „wojna południowo-zachodnia”) w 1877 roku. Na czele buntowników stanął jeden z głównych polityków japońskich, Takamori Saigō, cieszący się ogromnym uznaniem z powodu swojej kluczowej roli w obaleniu siogunatu. Mimo iż generalnie sprzyjał on reformom, to trudno było mu pogodzić się z ograniczeniem znaczenia samurajów w nowym porządku społecznym. W 1873 roku wysunął propozycję inwazji na Koreę pod pretekstem narzucenia Koreańczykom korzystnych dla Japonii umów handlowych. W rzeczywistości jednak Takamoriemu Saigō zależało przede wszystkim na wykorzystaniu ówczesnej armii (Gwardii Cesarskiej), jeszcze wtedy złożonej wyłącznie z samych samurajów. Ewentualne zwycięstwo wiązałoby się z prestiżem, którym być może zadecydowałby o zapewnieniu samurajom prominentnej roli w nowym porządku Meiji. Pomysł ten, choć poparty przez znaczną część polityków, został ostatecznie odrzucony, między innymi z powodu sprzeciwu Tomomiego Iwakury, będącego zagorzałym zwolennikiem zreformowania armii na wzór europejski.
Wzburzony taką decyzją rządu, Saigō powrócił do Kagoshimy w Satsumie, gdzie zaangażował się w tworzenie instytucji i szkół mających za zadanie podtrzymać stare tradycje. W kolejnych latach liczni niezadowoleni samuraje, głównie z zachodu Japonii, zaczęli gromadzić się w Kagoshimie, uznając Saigō za swojego nieoficjalnego lidera. Na skutek tego Satsuma niemal całkowicie odizolowała się od polityki rządu centralnego, co zaniepokoiło władze. W styczniu 1877 roku wysłano na Kiusiu okręt wojenny z żołnierzami, aby rozbroić tamtejszych samurajów, którzy odmawiali złożenia broni, lecz nie zdołali oni spacyfikować Kagoshimy. Miasto stało się zarzewiem buntu. Rebelianci utworzyli około 20-tysięczną armię i pod dowództwem Saigō ruszyli, by zdobyć Tokio. Ostatecznie nie zdołali przedostać się na Honsiu, zablokowani przez wojska cesarskie w Kumamoto. Po przybyciu głównych sił rządowych buntownicy zostali rozbici i zepchnięci do defensywy. Do rozstrzygnięcia doszło w bitwie pod Shiroyamą, w której Takamori Saigō poległ wraz ze swoimi najwierniejszymi towarzyszami. Batalia ta stała się dla Japonii symbolicznym końcem epoki feudalnej. Od tej pory również samurajowie z Satsumy musieli podporządkować się władzy centralnej.

### Demokratyczno-liberalne ruchy polityczne
„Przeważająca większość ludzi w cesarstwie to głupi plebs; ludzie wybitni są bardzo nieliczni. Wystarczy, że ktoś zauroczy umysły i serca głupiego ludu, a stracimy kontrolę nad krajem.”

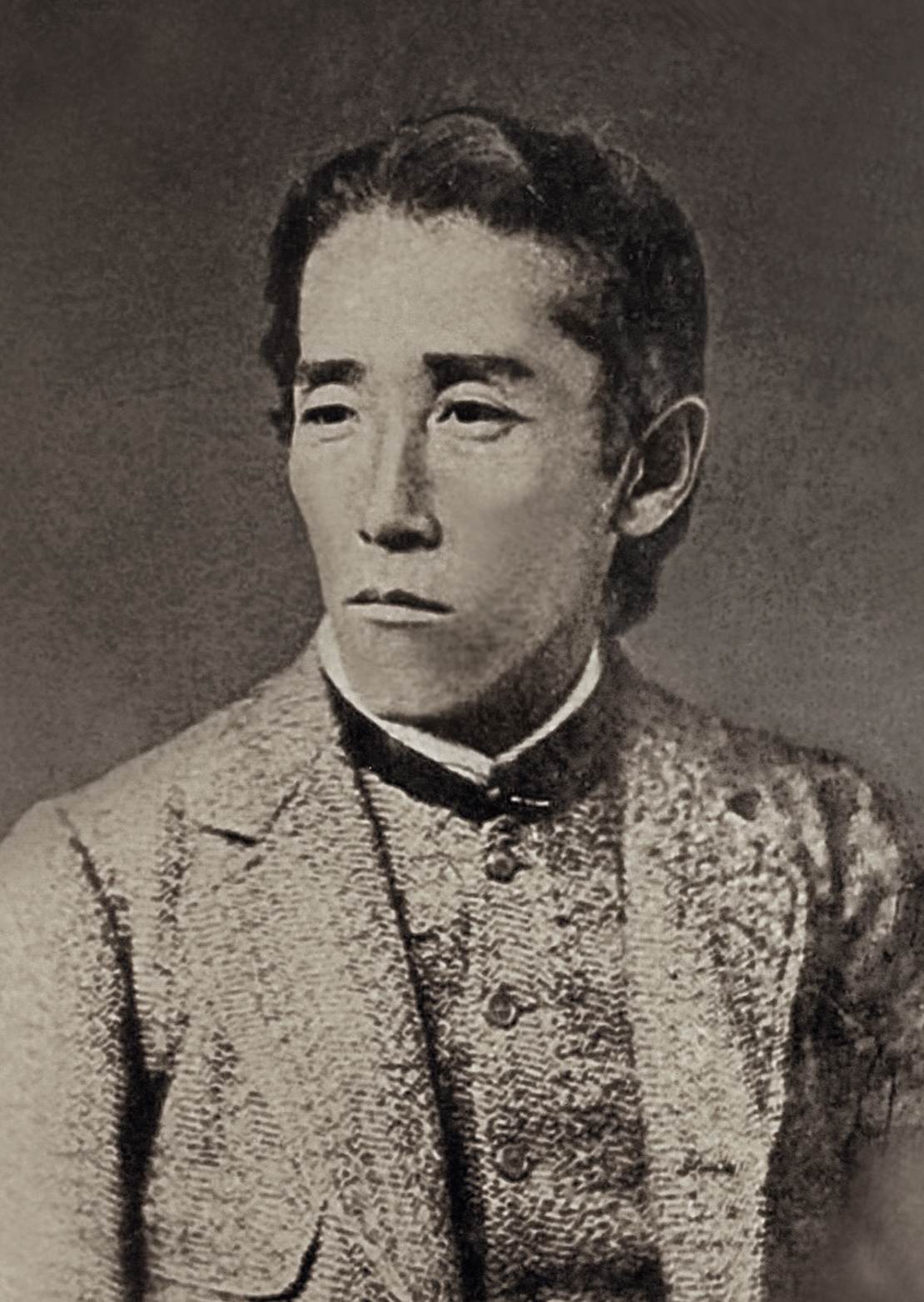
Taisuke Itagaki, jeden z inicjatorów Ruchu na Rzecz Swobód i Praw Obywatelskich, a od 1881 r. lider Partii Liberalnej, w swoich poglądach łączył nacjonalistyczne dążenia mocarstwowe z koncepcją demokratyzacji państwa

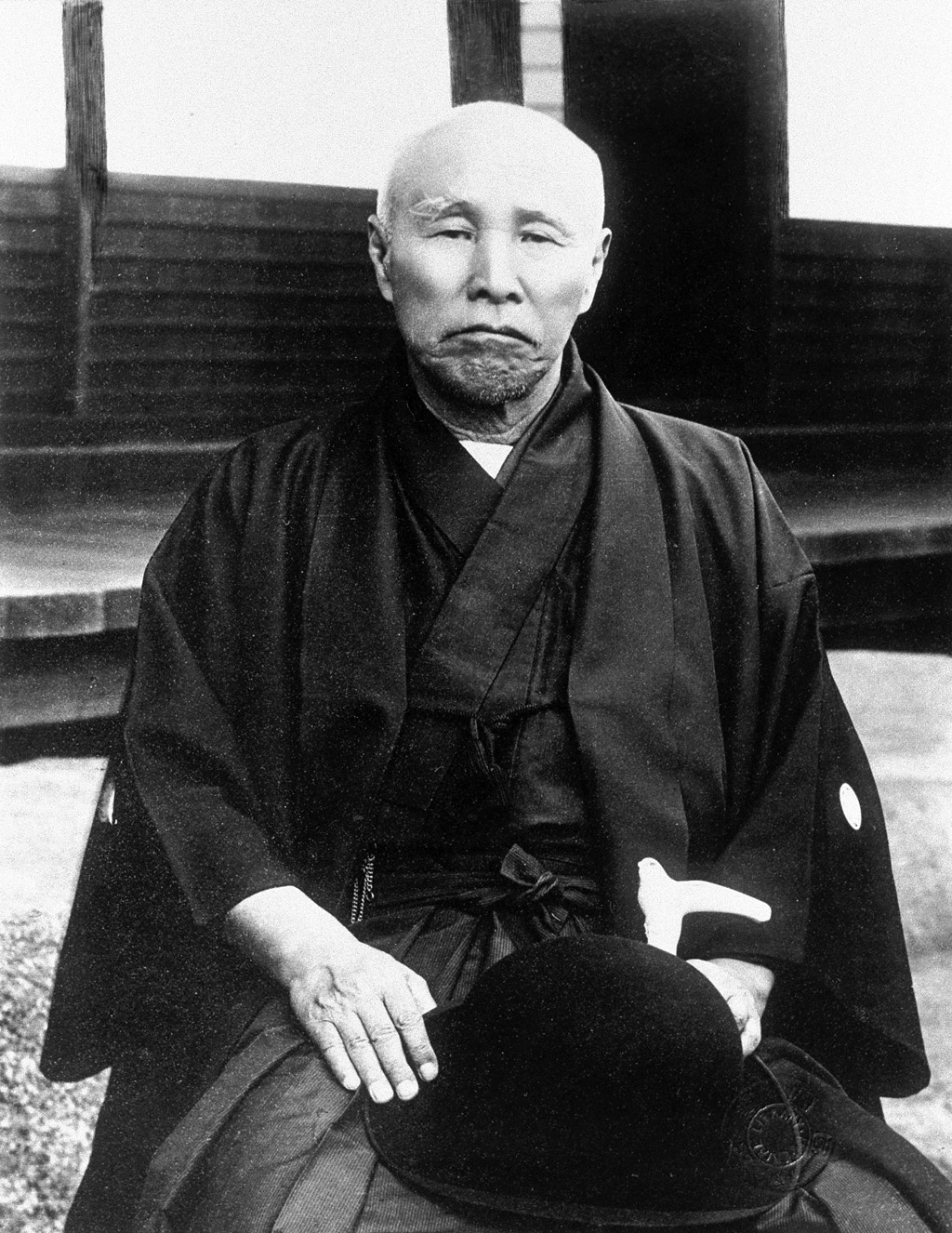
Shigenobu Ōkuma, minister finansów w latach 1873–1880, po opuszczeniu rządu stał się przywódcą nowej, umiarkowanie liberalnej Konstytucyjnej Partii Reform; w 1898 r. został premierem

Oligarchowie Meiji wyrażali niechęć wobec ewentualnej demokratyzacji państwa, chcąc zachować nad nim jak najpełniejszą kontrolę, a także obawiając się, aby kapryśne nastroje ludu nie zostały wykorzystane przez obce siły do obalenia obecnego ładu społecznego. Utworzenie prężnego systemu oświaty miało służyć nie tylko lepszemu wykształceniu obywateli, ale również wychowaniu nowego pokolenia w myśl bezwzględnej lojalności wobec cesarza (a w praktyce – wobec „wykonawcy jego woli”, czyli rządu). Jednakże wydana w marcu 1868 roku Przysięga cesarska w pięciu artykułach, by doraźnie zadowolić liczne grupy polityczne domagające się demokratyzacji, w niejasnych słowach zapowiedziała udział obywateli w decydowaniu o losach państwa. Krótko potem rząd powołał Doradcze Zgromadzenie Narodowe (jap. 公議所 Kōgisho), składające się z dwóch izb, będące pierwszym w historii Japonii parlamentem. Jego kompetencje czyniły z niego ciało doradcze, choć konkretne uprawnienia, tak samo zresztą jak sposób wybierania parlamentarzystów, ulegały częstym zmianom w przeciągu kolejnych lat, zaś samo Zgromadzenie nigdy nie uzyskało znaczącego wpływu na losy kraju.
Mimo tych posunięć rządu, w społeczeństwie nadal dochodziły do głosu ugrupowania żądające przekazania ludowi większych uprawnień politycznych, często równolegle nawołując też do zwiększenia potęgi państwa japońskiego w celu wymuszenia na krajach zachodnich pełnoprawnych stosunków. Skupiały się one w ramach większego ruchu społeczno-politycznego, w szerszym kontekście określanego jako Ruch na rzecz Swobód i Praw Obywatelskich (jap. 自由民権運動 Jiyū Minken Undō). Wykształcił się on już w latach 70., pełnych ideowego chaosu wywołanego mnogością odmiennych koncepcji ustrojowych postulowanych przez różne grupy, ale uzyskał właściwe znaczenie dopiero na początku lat 80., kiedy to szczególnie intensywnie zaczął domagać się spisania konstytucji oraz poszerzenia praw obywatelskich. Najważniejszym ugrupowaniem wchodzącym w skład Ruchu była Publiczna Partia Patriotyczna (jap. 愛国公党 Aikoku Kōtō), założona w 1874 roku przez Taisuke Itagakiego, dawnego samuraja z Tosy, który wkrótce stał się jedną z wiodących postaci na arenie politycznej w Japonii okresu Meiji. Umotywowany nacjonalistycznie, dążył on do uczynienia z Japonii mocarstwa, co według niego miało się odbyć nie tylko poprzez ekspansję militarną (której zresztą był gorącym zwolennikiem, podobnie jak Takamori Saigō w 1873 r. udzielając poparcia niedoszłej inwazji na Koreę), ale przede wszystkim poprzez budowę społeczeństwa obywatelskiego mającego swój udział w rządzeniu. Choć spierano się także o rolę i kompetencje cesarza w nowym państwie, nieliczne były przypadki podważania zasadności samej instytucji cesarstwa. Nawet najbardziej liberalni myśliciele uznawali autorytet cesarski za bezsprzeczny.
Na przełomie lat 70. i 80. aktywność różnych grup politycznych, zwłaszcza tych skupionych wokół Ruchu na rzecz Swobód i Praw Obywatelskich, jeszcze bardziej wzrosła. Regularnie organizowano zjazdy działaczy demokratyczno-liberalnych i kierowano do władz w Tokio liczne petycje i postulaty, domagając się powołania nowego parlamentu o szerokich uprawnieniach oraz spisania konstytucji. Podczas trzeciego wielkiego zjazdu członków Ruchu mającego miejsce w październiku 1881 roku, utworzona została nowa partia polityczna pod nazwą Partii Liberalnej (jap. 自由党 Jiyūtō), której przewodniczącym został Taisuke Itagaki, cieszący się wielkim posłuchem wśród ludu. Liberałowie opowiadali się za uczynieniem z Japonii monarchii konstytucyjnej z demokracją liberalną. Idąc za tym przykładem, zaledwie rok później, w 1882 roku powstała Konstytucyjna Partia Reform (jap. 立憲改進党 Rikken Kaishintō), o orientacji podobnej do Partii Liberalnej, lecz bardziej umiarkowanej. Jej działacze skupiali się wokół Shigenobu Ōkumy, zasłużonego ministra finansów z lat 1873–1880, zdymisjonowanego ze stanowiska za głoszenie poglądów odbiegających od oficjalnej linii rządu. Postulując wprowadzenie modelu konstytucyjno–parlamentarnego, wzorowanego na brytyjskim, Ōkuma uzyskał wsparcie wielu prominentnych intelektualistów swoich czasów oraz świeżo powstałej elity biznesowej.

### Konstytucja Meiji

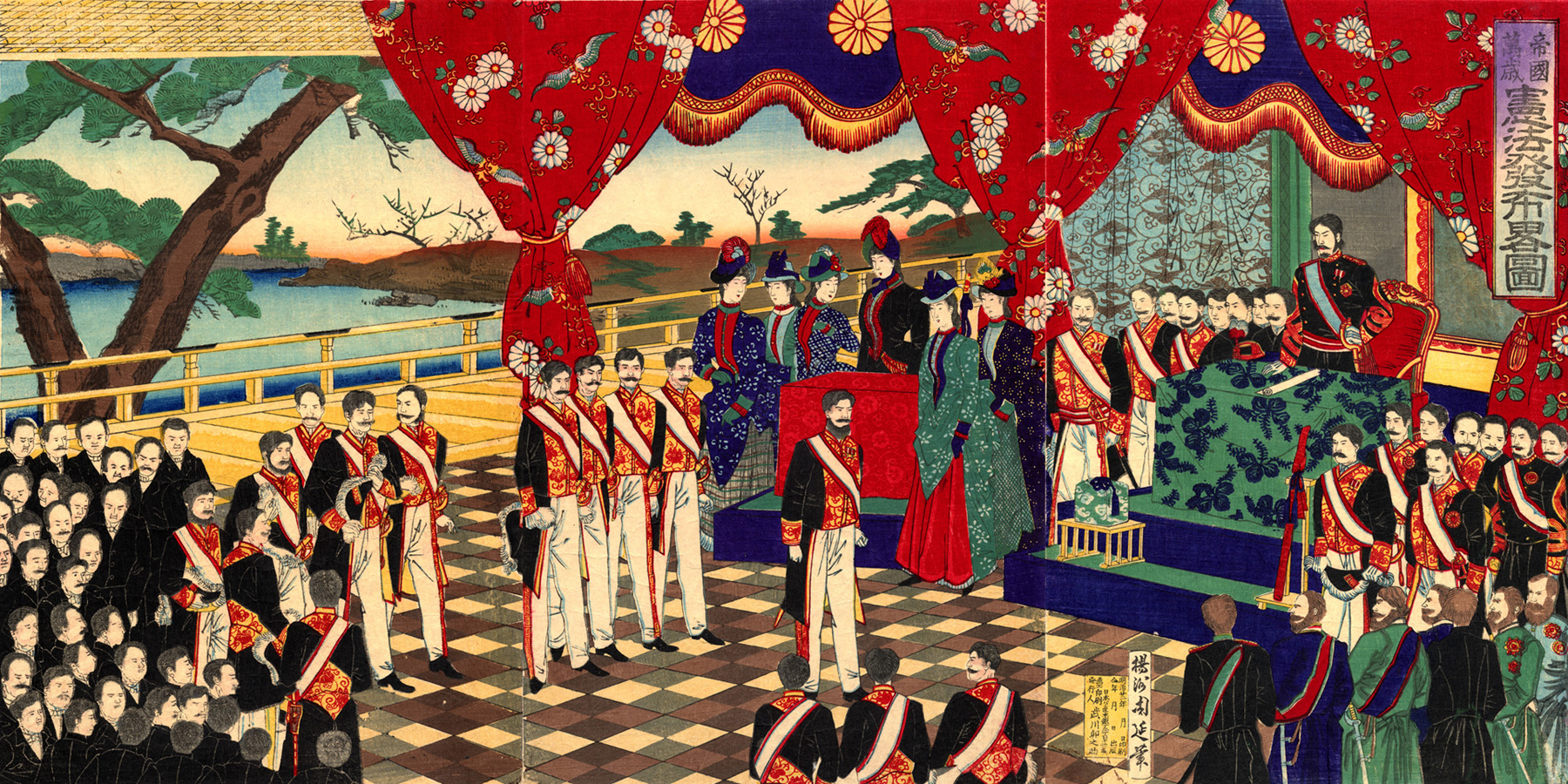
Promulgowanie Konstytucji Meiji w 1889 r. Ilustracja autorstwa Chikanobu Toyohary

Ruchy demokratyczno-liberalne przez całe lata 70. i 80. dążyły do zwiększenia wpływu obywateli na losy kraju. Zagwarantować to miała konstytucja, której spisania stanowczo się domagały liczne grupy polityczne. Sytuacja była w owym czasie na tyle poważna, że większość ówczesnych wieców politycznych kończyła się zamieszkami i interwencją policji. Choć osoby udzielające się politycznie stanowiły w Japonii okresu Meiji niewielki procent, wywoływany przez nie chaos skłonił rządzących do przyspieszenia prac nad konstytucją. Paradoksalnie jednak ogromna aktywność oddolnych ruchów obywatelskich częściowo zaszkodziła ich własnej sprawie, gdyż rząd doszedł do wniosku, iż niezbędne będzie jak największe ograniczenie powszechnych swobód. Konstytucja, która według pierwotnych zamierzeń osób takich, jak: Taisuke Itagaki czy Shigenobu Ōkuma miała gwarantować obywatelom zwiększony udział w decydowaniu o losach państwa, dla rządzącej oligarchii stała się głównym narzędziem do ograniczenia demokracji. Równolegle z pracami nad tym dokumentem ustanowili oni nową, represyjną cenzurę. Jej pierwsza wersja weszła w życie w roku 1875, ale dodatkowe zaostrzenia wprowadzono w latach 1876 i 1887.
Prace nad konstytucją trwały nieprzerwanie mniej więcej od początku lat 80., prowadzone przez Tajną Radę złożoną z najważniejszych urzędników państwowych, pod kierownictwem Hirobumiego Itō i Kowashiego Inoue. Dokładnie przestudiowali oni zawartość większości konstytucji europejskich i sprowadzili do Japonii grono zagranicznych doradców, spośród których najważniejsze znaczenie uzyskał niemiecki profesor prawa Hermann Roessler. Postanowiono, by tworzona konstytucja miała charakter konserwatywny i antydemokratyczny (formalnie – demokratyczny, lecz de facto ilość instytucji demokratycznych została ograniczona, a ich rola – zmarginalizowana), a wyrażona była z perspektywy cesarza. Bezpośrednim modelem stała się konstytucja pruska z 1854 roku. Pierwsze, próbne wersje japońskiej konstytucji sporządzono w latach 1886 i 1887 w tajemnicy przed opinią publiczną. Ostateczny projekt, złożony z siedmiu rozdziałów, zatwierdzono w 1888 roku i przekazano go dworowi cesarskiemu.
Konstytucja Meiji, formalnie nazwana Konstytucją Cesarstwa Wielkiej Japonii (jap. 大日本帝国憲法 Dainippon Teikoku Kenpō), została oficjalnie ogłoszona 11 lutego 1889 roku przez cesarza Mutsuhito, który uroczyście wręczył ją premierowi Kiyotace Kuroda jako „prezent od cesarza dla ludu Japonii”. Suwerenność instytucji cesarskiej, jak również jej boskie pochodzenie, zostało sprecyzowane w następujących słowach preambuły:

Prawo suwerenności w Państwie odziedziczyliśmy po Naszych Przodkach i przekażemy je Naszym Następcom. (…) Ani My, ani Nasi Następcy nie będziemy w przyszłości wykonywać swej władzy inaczej, niż w zgodności z zapisami niniejszej Konstytucji oraz przepisami prawa.

Z tych samych słów wynikało również, iż kompetencje cesarza nie mogą wykraczać poza ramy konstytucji, co w praktyce ograniczało cesarskie uprawnienia na rzecz rządu. Wszystkie dekrety cesarskie wymagały kontrasygnaty przez Radę Ministrów.
Bardzo ważny dla przyszłych losów Japonii okazał się artykuł 11., szczegółowo określający uprawnienia wojskowego sztabu generalnego, odpowiadającego wyłącznie przed osobą cesarza, nie zaś przed samą instytucją cesarstwa. Oznaczało to praktycznie całkowitą niezależność armii od Rady Ministrów, co, w sytuacji wąskiego zakresu bezpośredniej władzy cesarza, de facto wiązało się z przyznaniem generalicji niezależnej pozycji w państwie.
W kwestiach szeroko pojętej demokracji konstytucja gwarantowała ludowi różnorodne swobody, jednakże wszystkie uwarunkowane niejasnym zastrzeżeniem: „w granicach prawa”. Zapewniało to rządzącym możliwość nieograniczonego naruszania swobód konstytucyjnych obywateli, jeśli tylko pozwalał na to odpowiedni dekret. Wytworzyła się sytuacja, w której nowa konstytucja, zamiast gwarantować zbiór praw nienaruszalnych, w rzeczywistości przekazywała rządowi pełną władzę nad krajem, z wyprzedzeniem usprawiedliwiając ewentualne nadużycia mogące pojawić się w przyszłości. Mimo wszystko ustanowiono parlament dwuizbowy – Zgromadzenie Cesarskie (jap. 帝国議会 Teikoku Gikai) – złożone z Izby Reprezentantów (300 posłów z 257 okręgów wyborczych, wybieranych przez obywateli płci męskiej w wyborach parlamentarnych, zgodnie z ustalonym cenzusem majątkowym) oraz Izby Parów. W skład tej drugiej wchodziły wyłącznie niektóre osoby pochodzenia szlacheckiego (zgodnie z systemem wprowadzonym przez rząd w 1885 r.), członkowie rodziny cesarskiej oraz niewielka grupa najzamożniejszych osób w państwie (płacących najwyższe podatki). Parlament otrzymał uprawnienia ustawodawcze oraz związane z zatwierdzaniem corocznego budżetu proponowanego przez Radę Ministrów. W przypadku nieuchwalenia budżetu na nowy rok obowiązywał budżet z roku minionego. Zapewnienie parlamentowi takiej ilości władzy miało na celu stworzyć iluzję demokracji. Ograniczeniu rzeczywistego wpływu zwykłych obywateli na parlament służyła Izba Parów, z reguły posłuszna wobec rządu, często blokująca różne oddolne inicjatywy, które rządzący uznali za niebezpieczne dla panującego systemu.

### Parlamentaryzm w latach 90. i na początku XX wieku

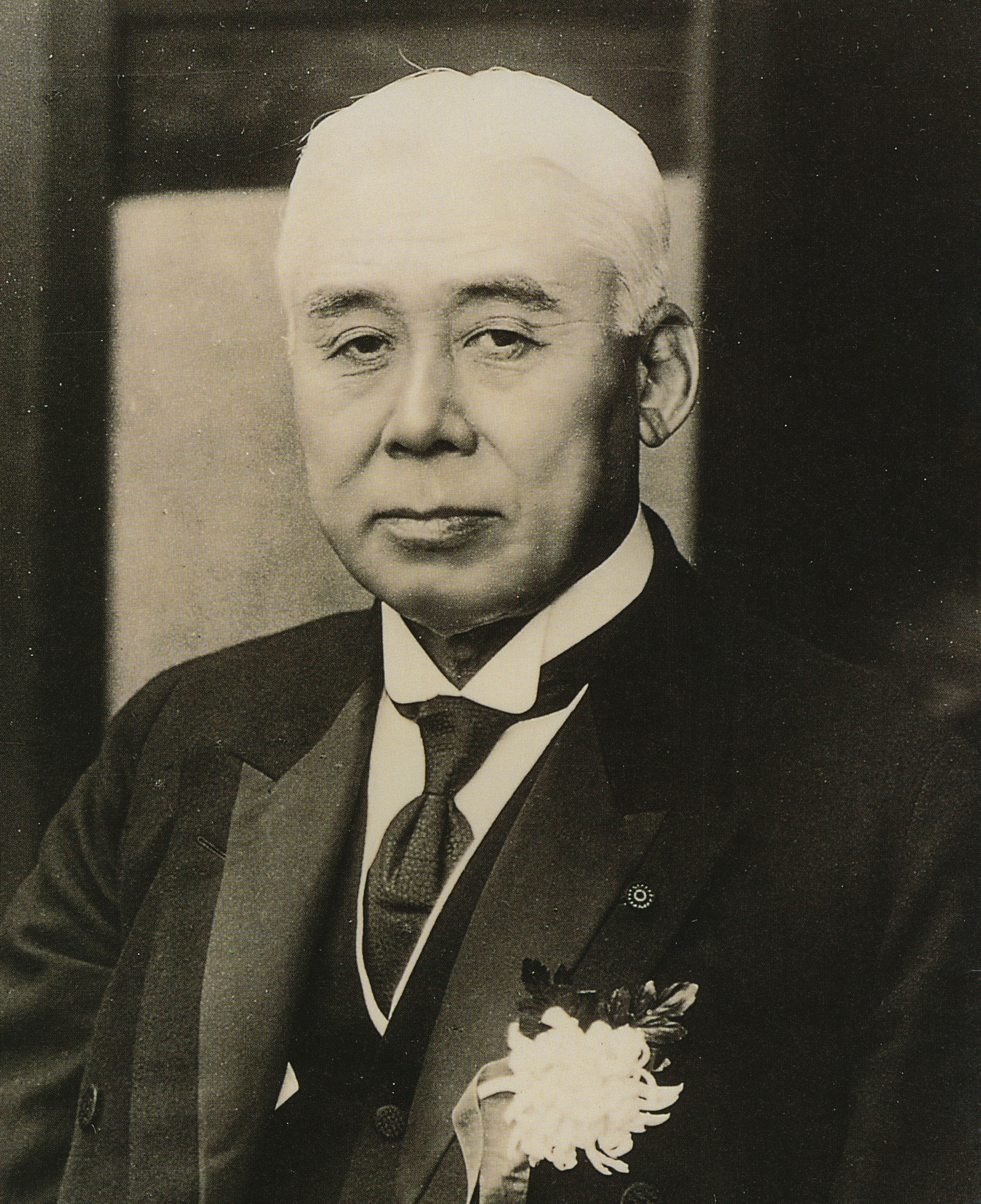
Takashi Hara, poseł do Izby Reprezentantów i od 1904 r. główny lider Konstytucyjnego Stowarzyszenia Przyjaciół Polityki, na początku XX w. stał się jednym z najważniejszych polityków Japonii

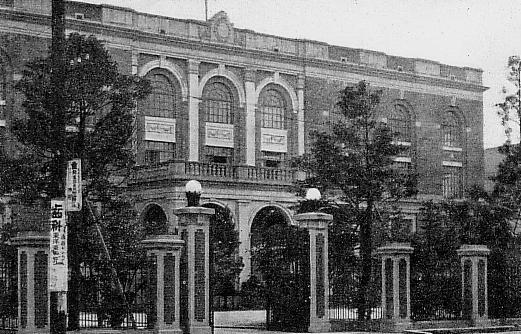
Centralna siedziba Konstytucyjnego Stowarzyszenia Przyjaciół Polityki
– prorządowej partii, która zdominowała życie polityczne w Japonii pod koniec okresu Meiji

Ogłoszenie konstytucji Meiji bynajmniej nie uśmierzyło społecznego zapału, lecz tylko zwiększyło tę aktywność. Chociaż powszechnie popierano zarówno ideę suwerennego cesarza jako głowy państwa, jak i imperialistyczną politykę zagraniczną, działacze polityczni coraz częściej i ostrzej krytykowali skupienie większości władzy w rękach wąskiej oligarchii, która rządziła Japonią dotychczas i liczyła na to, że nowa konstytucja zapewni jej możliwości dalszej realizacji wcześniejszych zamierzeń. Drugim tematem najczęściej poruszanym w mediach oraz na wiecach politycznych było rozszerzenie czynnego prawa wyborczego, regulowanego przez cenzus majątkowy, na większą ilość obywateli. Już w 1900 roku rząd został zmuszony, aby obniżyć ten cenzus, na skutek czego liczba obywateli uprawnionych do głosowania z 1% wszystkich dorosłych mężczyzn wzrosła do 2%.
Pierwsze wybory do Izby Reprezentantów odbyły się w lipcu 1890 roku. Zdecydowana większość kandydujących składała się z działaczy demokratycznych pochodzących z nowej klasy średniej (złożonej głównie z drobnych przedsiębiorców i mieszczan aktywnych zawodowo, tj. prawnicy czy dziennikarze), stanowiących kierownictwo dwóch dużych partii – Partii Liberalnej oraz nowej Partii Postępu (jap. 進歩党 Shinpotō) (założonej przez Shigenobu Ōkumę). Łącznie oba ugrupowania zdołały uzyskać większość parlamentarną 171 mandatów, w opozycji do kandydatów wystawionych przez oligarchów, dysponujących 79 mandatami. Walcząc z przewagą demokratów w Izbie Reprezentantów, w kolejnych wyborach oligarchowie za pośrednictwem Ministerstwa Spraw Wewnętrznych często posuwali się do przekupywania wyborców, by popierali kandydatów rządowych, oraz do stosowania przemocy policyjnej. Wyjątkowo burzliwe były wybory w 1892 roku, kiedy w wyniku walk odbywających się przed lokalami wyborczymi zginęło 25 wyborców, a ponad tysiąc zostało rannych. Ostatecznie jednak Partia Liberalna i Partia Postępu ponownie uzyskały zdecydowaną większość, tak samo w późniejszych latach.
Podczas obrad parlamentu w latach 90., a także później, wciąż powracały zagadnienia budżetowe. Debatowano o potrzebach kraju, takich jak rozbudowa infrastruktury czy portów, oraz powiększenie armii, decydując, na co lepiej będzie przeznaczyć większość środków finansowych. Dążąc do coraz większej ekspansji na kontynencie azjatyckim, zgodnej z rozwijającymi się ideami imperializmu i nacjonalizmu, co wymagało coraz większych nakładów finansowych, rząd podejmował regularne wysiłki mające na celu uchwalanie nowego, większego budżetu i podwyższanie podatków. Partie: Liberalna i Postępu konsekwentnie i z różnym skutkiem starały się blokować te inicjatywy. Pomimo częstych konfliktów i kłótni, w okresach wojny Izba Reprezentantów zawsze solidarnie wspierała politykę rządową. Choć wśród zwykłych obywateli nie wszyscy popierali intensywny ekspansjonizm, powszechnie akceptowano główne założenia nacjonalistyczne mówiące o szczególnej roli narodu japońskiego w Azji, rzadko występowały też poglądy pacyfistyczne.
Innym problemem często poruszanym na sesjach parlamentu była kwestia świadczeń socjalnych. Głównie dotyczyła ona robotników, którzy w epoce Meiji stali się dużą, szybko rosnącą grupą społeczną. Debatowano nad wprowadzeniem „praw fabrycznych” na wzór europejski. Oligarchowie rządowi byli przychylni takim pomysłom, dzięki czemu, pomimo ostrego sprzeciwu ze strony magnatów przemysłowych (przede wszystkim – włókienniczych), w roku 1911 po długich sporach na arenie polityki krajowej udało się uchwalić ograniczenie godzin pracy dla kobiet i dzieci oraz wprowadzenie nowych udogodnień dla pracowników fabryk. Innym przykładem na współdziałanie partii demokratycznych z oligarchią rządzącą (składającą się z rządu, Izby Parów oraz niektórych posłów Izby Reprezentantów) była sprawa powiększenia systemu podatkowego (dotychczas opartego wyłącznie na podatku gruntowym) o nowy „podatek biznesowy”, nakładany na wszystkich przedsiębiorców i rosnący proporcjonalnie do liczby osób zatrudnionych w danym przedsiębiorstwie. Natychmiast doszło do zdecydowanej reakcji posłów wywodzących się z klasy kapitalistów: niektórych drobnych przedsiębiorców, ale zwłaszcza osób powiązanych z wielkimi korporacjami, którym ów nowy podatek miał zaszkodzić najmocniej. Wprowadzenie podatku biznesowego w 1896 roku zostało osiągnięte przy współpracy oligarchów (częściowo zwalczających te korporacje, których wpływy sięgały w mniemaniu rządu zbyt daleko) z posłami wywodzącymi się z klasy ziemian i spośród inteligencji oraz ludzi wolnych zawodów.
Po wojnie z Chinami, podczas której panował okres bezprecedensowego poparcia demokratów dla rządu, w 1896 roku premier Masayoshi Matsukata podjął próbę zjednania sobie poparcia ze strony Partii Postępu poprzez wyznaczenie jej lidera, Shigenobu Ōkumy, na stanowisko ministra spraw zagranicznych. Nie spełnił jednak wszystkich ustępstw, jakich zażądała Partia Postępu, i w rezultacie nie zdołał zakończyć konfliktu na linii rząd – Izba Reprezentantów, jaki wybuchł natychmiast po zakończeniu wojny. Odzwierciedlał to choćby fakt, iż łącznie z Matsukatą, w samym tylko roku 1898 Japonia miała kolejno aż czterech różnych premierów (przez pewien czas był nim nawet Ōkuma).
Stabilność wewnętrzną cesarstwo odzyskało dopiero na sam koniec wieku, w roku 1900, kiedy po raz czwarty premierem został sędziwy już wówczas Hirobumi Itō, cieszący się powszechnym szacunkiem nawet wśród swoich politycznych przeciwników. Jeszcze w tym samym roku powołał on nową partię – Konstytucyjne Stowarzyszenie Przyjaciół Polityki (jap. 立憲政友会 Rikken Seiyūkai) (z reguły skrótowo nazywaną po prostu Seiyūkai) – mającą stanowić wspólne ugrupowanie demokratów i osób związanych z oligarchią. Do Seiyūkai dołączyła część posłów Partii Liberalnej uznając, że w ten sposób zyska większy wpływ na politykę rządową.
Po rezygnacji Itō w 1901 roku w kolejnych latach urząd premiera na zmianę sprawowali Tarō Katsura (silnie związany z Aritomo Yamagatą) oraz książę Kinmochi Saionji – jeden z liderów Seiyūkai. W tym czasie partia ta praktycznie zdominowała Izbę Reprezentantów, zwłaszcza po wyborze w 1904 roku na lidera Seiyūkai człowieka spoza arystokracji, Takashiego Hary, cieszącego się wśród ludu ogromną popularnością. Takashi Hara zdołał wprowadzić do ministerstw wielu swoich ludzi w zamian za stałą współpracę z rządem, co zapewniło władzom cesarskim poparcie ze strony obu izb parlamentu, największe od czasu restauracji Meiji. Hara zapewniał sobie regularne poparcie ze strony przeciętnych obywateli, którzy, choć nie posiadali praw wyborczych, to jednak stanowili jeden z trzonów poparcia Seiyūkai, biorąc udział w licznych wiecach politycznych, zebraniach i zjazdach partyjnych. Uczynił to poprzez składanie i wypełnianie swoich obietnic, jak: rozbudowa infrastruktury, czy budowa nowych szkół. W odpowiedzi na przychylność parlamentu zapewnianą przez lojalność Seiyūkai, rząd chętnie rozdzielał stanowiska członkom tej partii. Dominacja Seiyūkai wśród biurokracji centralnej nasiliła się zwłaszcza podczas sprawowania przez Harę urzędu ministra spraw wewnętrznych w latach 1906–1913, czyli u schyłku okresu Meiji.

## Polityka zagraniczna

### Początkowa realizacja nowych koncepcji ekspansji terytorialnej
Podczas okresu Meiji Japonia zapoczątkowała linię polityczną opierającą się na ekspansji na sąsiednie terytoria azjatyckie, konsekwentnie kontynuowaną także w następnych dekadach. Opierała się ona na – wówczas dopiero rodzących się – koncepcjach wyższości Japończyków nad innymi narodami Azji. Owa wyższość za czasów Meiji uzasadniana była przewagą technologiczno-kulturową względem ludów „zacofanych cywilizacyjnie” (początkowo Ajnów, Koreańczyków, a także rdzennych mieszkańców wysp Riukiu). Była to zasadniczo nowa, japońska odmiana europejskiego kolonializmu. Doktryna ta od samego początku znajdowała swój wyraz w polityce wobec wysuniętej na północ wyspy Hokkaido, zamieszkanej głównie przez Ajnów i bardzo mocno różniącej się od reszty wysp pod względem kulturowym. Już w 1869 roku całe Hokkaido przyłączono do państwa japońskiego jako nową prefekturę. Przez lata rząd wysyłał tam wielu Japończyków jako siłę roboczą do poszerzanych użytków rolnych. Rdzenną ludność włączono w 1872 do nowego systemu rejestrów rodzinnych. Formalnie nie używano nazwy „Ajnowie”, a wszystkich przedstawicieli tej grupy uważano za część narodu japońskiego. Niemniej jednak początkowo nie powoływano Ajnów do wojska, zaś w dokumentach, choć figurowali jako Japończycy, to wyodrębniano ich jako „dawniejszych tubylców”.
Krótko po fiasku, jakim zakończyły się plany inwazji na Koreę snute przez Saigō Takamoriego i jego stronników, w 1874 roku doszło do pierwszego konfliktu z Chinami. Oficjalną przyczyną było zabicie kilkudziesięciu żeglarzy pochodzących z Okinawy przez grupę tajwańskich autochtonów w 1871 roku. Rząd Meiji zarówno Okinawę, jak i cały archipelag wysp Riukiu uważał za należący do Japonii. Chiny natomiast wysuwały ze swej strony analogiczne roszczenia terytorialne. Z tego powodu odmówiły wypłaty żądanego przez Japończyków odszkodowania. Premier Ōkubo Toshimichi zadecydował o wysłaniu na Tajwan wojsk w sile trzech tysięcy żołnierzy. Choć ponieśli oni duże straty (ponad pięciuset ludzi), głównie z powodu chorób tropikalnych, to ostatecznie zdołali wymusić na Chinach odszkodowanie pieniężne.
Niechęć Koreańczyków do Japonii, która stała się przyczyną odmowy nawiązania stosunków handlowych, była wynikiem sprzeciwu Korei wobec języka dyplomatycznego używanego przez Japończyków, nazywających własne cesarstwo za pomocą imperialistycznych określeń dotychczas zastrzeżonych wyłącznie dla przedstawicieli Chin. Silne stronnictwo antykoreańskie wśród oligarchów Meiji opowiadało się za realizacją polityki seikanron (jap. 征韓論; „koncepcja inwazji na Koreę”), do czego niemalże doszło w roku 1873, ale przez kolejne lata po śmierci Takamoriego Saigō takie podejście do sprawy nadal miało sporą liczbę zwolenników. Chcąc wymusić na sąsiadach akceptację nowych umów handlowych oraz uznanie prestiżu władzy cesarskiej, a także częściowo ulegając nastrojom antykoreańskim, 20 września 1875 roku rząd Meiji wysłał okręt wojskowy „Un’yō” pod dowództwem Yoshiki Inoue z misją zwiadowczą w pobliże należącej do Korei wyspy Ganghwa. Koreańscy żołnierze stacjonujący na wyspie ostrzelali statek, co sprowokowało natychmiastową reakcję ze strony Cesarskiej Marynarki Wojennej, która zablokowała wybrzeże koreańskie, zmuszając słabe władze dynastii Joseon do uległości. Rząd wysłał na kontynent Kiyotakę Kuroda z ponowną misją dyplomatyczną, tym razem pod groźbą interwencji zbrojnej. Negocjacje przedłużyły się do roku 1876, kiedy to ostatecznie zawarto traktat z Ganghwy. Głównym jego punktem było uznanie przez Japonię całkowitej suwerenności Korei, co wymierzone było przeciwko Chinom, tradycyjnie roszczącym sobie prawo do zwierzchnictwa nad całym Półwyspem Koreańskim. Udzielając jej „wsparcia”, Japończycy liczyli na osłabienie autorytetu i znaczenia Chin. Mimo rzekomej niezależności Korei, traktat zmuszał ją do otwarcia portów na handel z Japonią oraz przyznawał japońskim okrętom prawo do nieograniczonego pływania po koreańskich wodach. Nakazywał też zakończyć wszelkie stosunki dyplomatyczne z Cuszimą. Choć władze dynastii Joseon liczyły na wymianę technologiczną i wzmocnienie swojego państwa, traktat przyczynił się do dalszego osłabiania Korei.
Niezależnie od tamtych wydarzeń, w roku 1879 Japonia ostatecznie zaanektowała terytoria należące do Królestwa Riukiu. Po zmuszeniu tamtejszego króla do abdykacji, z wysp Riukiu utworzono prefekturę Okinawa. Jednakże rdzennych mieszkańców Riukiu wynaradawiano znacznie wolniej niż Ajnów, w obawie przed sprowokowaniem wojny z Chinami. Powszechny pobór do wojska wprowadzono na Okinawie dopiero na przełomie wieków, tak samo jak nowy system podatkowy.

### Wojna chińsko-japońska

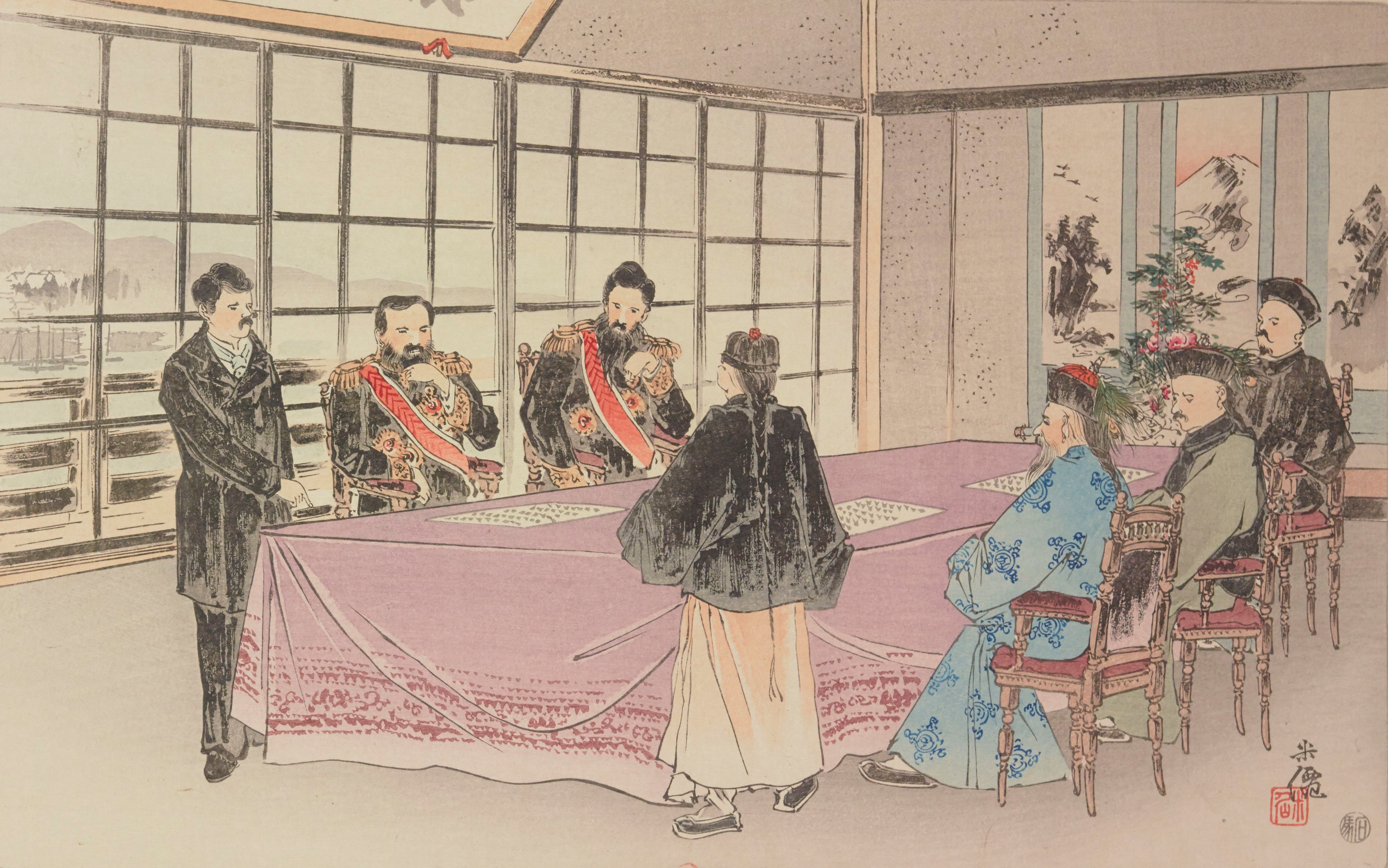
Podpisanie traktatu z Shimonoseki w 1895 r., kończącego wojnę chińsko-japońską

Napięte stosunki z Chinami z roku na rok pogarszały się, zwłaszcza od czasu podpisania traktatu z Ganghwa. Chińczycy nie chcieli uznać jego postanowień, w dalszym ciągu uważając Koreę za swoje terytorium zależne. Prowadzone przez kilka lat negocjacje nie przynosiły jakichkolwiek rezultatów. W samej Korei natomiast doszło do konfliktu wewnętrznego pomiędzy frakcjami pro- i antyjapońskimi. Zaostrzającą się sytuację wykorzystali obaj sąsiedzi, głęboko ingerując w politykę koreańską. W 1882 roku wybuchł bunt żołnierzy koreańskich protestujących przeciwko zwiększaniu japońskich wpływów w kraju. Doszło do zamieszek, w wyniku których znaczna część japońskich oficjeli musiała się ewakuować. W odpowiedzi niemal niezwłocznie Japończycy wysłali do Korei własne wojska, jeszcze w tym samym roku wymuszając podpisanie nowego dokumentu nazywanego traktatem z Jemulpo, przyznającym im prawo do osadzenia w Seulu własnego garnizonu pod pretekstem „ochrony japońskich ambasadorów”. Takiemu stanowi rzeczy stanowczo sprzeciwiły się Chiny, kierując tam ekspedycję pod dowództwem Yuan Shikaia, któremu w 1885 roku formalnie nadano rangę cesarskiego rezydenta w Seulu, co faktycznie wiązało się z poważnym wpływem na koreańską politykę. Chiny i Japonia tymczasowo osiągnęły porozumienie 18 kwietnia 1885 r., podpisując konwencję o uznaniu obecnego stanu rzeczy, zawartą pomiędzy czołowym chińskim politykiem tamtego czasu, Li Hongzhangiem, a premierem Hirobumim Itō. Obie strony zobowiązały się do wycofania swoich wojsk z terytorium Korei i do wzajemnego porozumienia odnośnie do wszystkich działań podejmowanych w tym rejonie. Takie wygaszenie konfliktu spowodowane było głównie ostrożnością obydwu państw, niepewnych rezultatu ewentualnej wojny.
Patowa sytuacja utrzymywała się aż do 1893 roku, kiedy w Korei wybuchło masowe powstanie ludności (według niektórych historyków potajemnie zainicjowane przez Japończyków, aby sprowokować Chiny do interwencji wojskowej) skierowane zarówno przeciwko obecnym władzom, jak i przeciwko wpływom cudzoziemców. Szereg sukcesów, jakie odnieśli powstańcy w 1894 roku zaniepokoił Li Hongzhanga. Wysłał on do Korei wojska mające na celu stłumienie powstania. Japonia zareagowała natychmiastowo, sprowadzając na Półwysep Koreański własną armię, a także stanowczo żądając od władz koreańskich, by przyjęły postawę opozycyjną wobec Chińczyków, stawiając ultimatum z terminem 22 lipca tego samego roku. Ponieważ Korea nie spełniła owych żądań, już 23 lipca żołnierze japońscy zajęli pałac królewski, wymuszając podpisanie zgody na wyproszenie wojsk chińskich z terytorium Korei. Natomiast 25 lipca flota japońska stoczyła z Chinami potyczkę morską, zatapiając jeden chiński statek. 1 sierpnia 1894 roku Japonia wypowiedziała wojnę Cesarstwu Qing.
W czasie ośmiu miesięcy zmagań zbrojnych Japonia wpierw zdołała wyprzeć wojska chińskie poza Półwysep Koreański, a następnie zadała im dotkliwe porażki w Mandżurii oraz na półwyspach Szantung i Liaotung, ponosząc przy tym względnie niewielkie koszty i straty (ok. 2,5 mln jenów, w sumie 17 tys. zabitych i rannych). Rozmowy pokojowe rozpoczęły się w marcu 1895 roku w Shimonoseki. Traktat podpisano 17 kwietnia 1895 roku. Zgodnie z jego postanowieniami Chiny uznały pełną niezależność Korei, zaakceptowały japońską okupację w mieście Weihai, aż do czasu spłacenia odszkodowań wojennych (360 mln jenów, co trwało do maja 1898 roku), a także przekazały Japonii Peskadory, Tajwan i półwysep Liaotung. Dla rządu Meiji był to niebywały sukces polityczny na arenie międzynarodowej, który pozwalał na dobre rozpocząć realizację ekspansji na kontynent azjatycki. Rosnące w siłę cesarstwo udowodniło swoją nowo nabytą potęgę, choć w samej Japonii opinia publiczna uważała postanowienia z Shimonoseki za niewystarczające.

### Stosunki zagraniczne na przełomie XIX i XX wieku
Reakcje obcych mocarstw na zwycięstwo Japonii nad Chinami oraz postanowienia traktatu z Shimonoseki były bardzo zróżnicowane. Najlepiej układały się stosunki japońsko-angielskie, nastąpiło jednak znaczące pogorszenie relacji z Rosją, która uznała, iż jej strefa wpływów może być zagrożona. 23 kwietnia 1895 doszło do wydarzeń określanych jako „potrójna interwencja” (jap. 三国干渉 sangoku kanshō), do których doprowadziła Rosja, przekonawszy Niemcy i Francję (od 1892 związaną sojuszem francusko-rosyjskim). Wszystkie trzy mocarstwa skoncentrowały swoje floty na wodach azjatyckich, jednocześnie grożąc Japonii wojną, jeśli ta nie zrzeknie się praw do Półwyspu Liaotung. Po nieudanych próbach negocjacji, 4 maja rząd Meiji ustąpił i wycofał swoje wojska z kontynentu, a 8 maja do treści traktatu z Shimonoseki wprowadzono stosowną poprawkę (ratyfikowaną 8 listopada 1895). Skutkiem tej decyzji władz był gwałtowny spadek poparcia obywateli dla polityki zagranicznej. Wykształcił się nowy ruch społeczny, apelujący o pomszczenie upokorzenia doznanego z rąk obcych mocarstw, głównie poprzez gwałtowne wzmocnienie siły militarnej kraju i doprowadzenie do wojny, który przyjął nazwę Gashinshōtan (jap. 臥薪嘗胆; „wytrwanie w trudach w celu osiągnięcia zemsty”).
Potrójną interwencję w największym stopniu wykorzystała Rosja. W 1896 zawarła traktat z Chinami o wydźwięku mocno antyjapońskim, a także uzyskała zgodę na budowę kolei prowadzącej przez północną Mandżurię aż do Władywostoku. Rząd Meiji wysłał do Rosji Yamagatę Aritomo z propozycją podziału Korei na strefy wpływów, jednak cała misja dyplomatyczna zakończyła się podpisaniem 9 czerwca 1896 mało istotnego porozumienia, które w praktyce nie wnosiło niczego nowego w zakresie wzajemnych relacji. Krótko później, w 1898 podpisano kolejne porozumienie o podobnym charakterze. Stosunki japońsko-rosyjskie znacznie pogorszyły się w roku 1899, kiedy Rosja zajęła Półwysep Liaotung. W świetle niedawnych wydarzeń Japończycy odebrali to jako oszustwo ze strony zachodnich mocarstw.
Różne poglądy na politykę zagraniczną doprowadziły do podziałów wewnątrz oligarchii Meiji. Itō Hirobumi, mający charakter biurokraty, optował za dalszymi porozumieniami ze stroną rosyjską, natomiast Yamagata Aritomo stanął na czele frakcji militarystycznej o orientacji antyrosyjskiej. Ostatecznie przewagę uzyskali zwolennicy Yamagaty. Zakazano Itō Hirobumiemu prowadzenia z Rosją dalszych negocjacji (które trwały w Petersburgu od 2 grudnia 1901), zaś równocześnie przebywający w Londynie Yamagata 30 stycznia 1902 podpisał z Anglią pięcioletni układ o wzajemnej współpracy na Dalekim Wschodzie, zakładający również udzielenie wojskowej pomocy w przypadku toczonej tam wojny, jeśli tylko wmieszałoby się do niej trzecie państwo. Na skutek tego prestiż Japonii wzrósł, ale równolegle pogorszyły się stosunki z Rosją, która odtąd zaczęła otwarcie dążyć do konfrontacji zbrojnej.

### Wojna rosyjsko-japońska

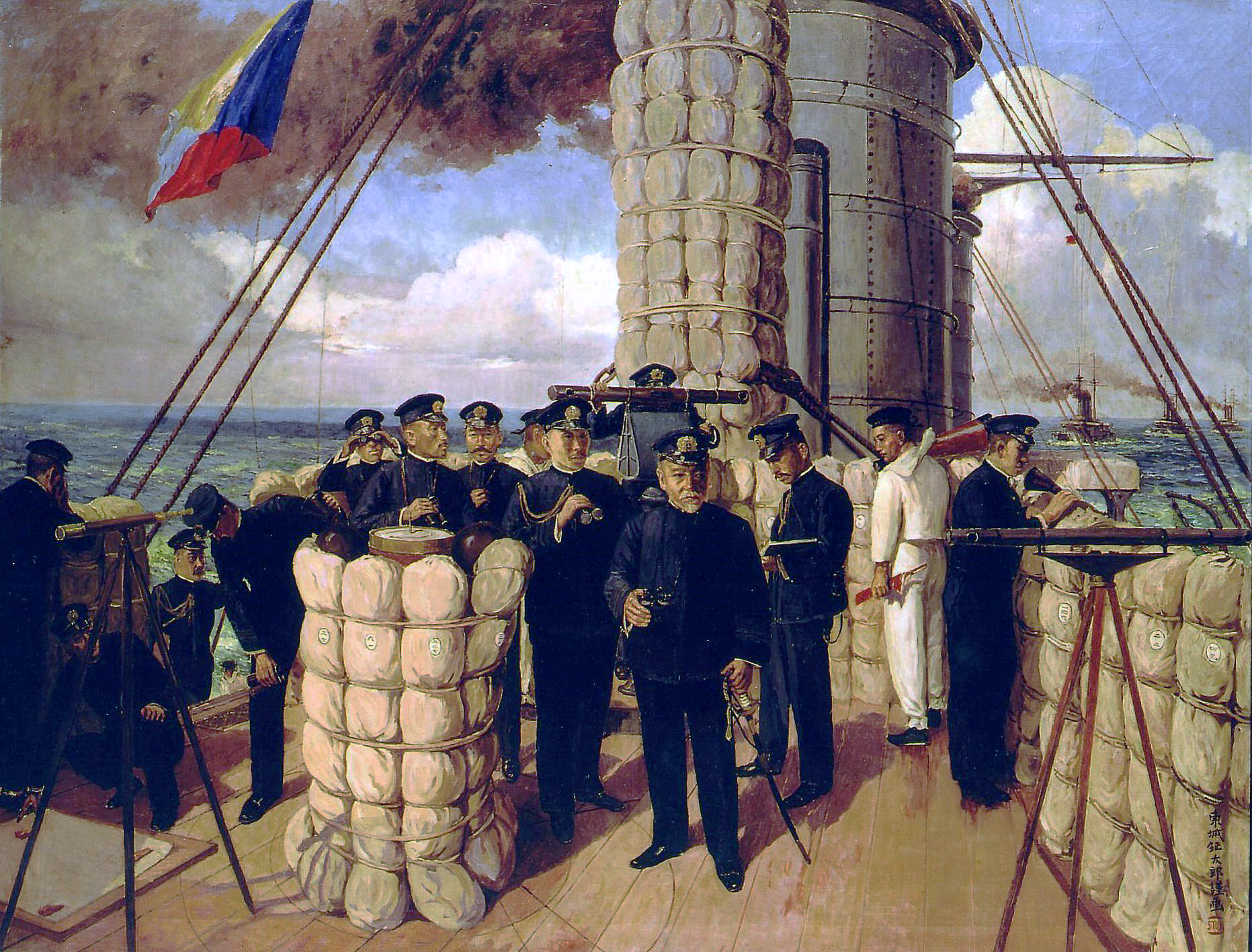
Obraz przedstawiający japońskiego admirała Tōgō w otoczeniu oficerów
na pokładzie pancernika „Mikasa”
przed decydującą bitwą pod Cuszimą
w 1905 roku

Zawarcie układu z Anglią przypieczętowało wśród władz Meiji decyzję, by prowadzić odtąd politykę antyrosyjską. Priorytetem stała się dla Japonii Korea. Dążono już nie tylko do zwyczajnego zwiększania wpływów na półwyspie, ale do rzeczywistego podporządkowania sobie całej Korei. Car Mikołaj II, nastawiony bojowo, 25 stycznia 1904 roku ogłosił stan wojenny w dwóch głównych twierdzach dalekowschodnich – we Władywostoku i w Port Arthur. Krótko później Japonia wysunęła propozycję dokonania nowego podziału stref wpływów – w zamian za zagarnięcie Korei, miałaby pozwolić Rosji na utrzymanie wpływów w Mandżurii. Rosjanie jednak stanowczo odrzucili ten pomysł, nie godząc się na jakiekolwiek polubowne rozwiązanie sporu. W odpowiedzi 4 lutego 1904 roku strona japońska zerwała wszelkie stosunki dyplomatyczne, a w nocy z 8 na 9 lutego przypuściła szybki, zaskakujący atak na Port Arthur, czego skutkiem było wypowiedzenie wojny.
Już na samym początku wojny, po zaczepnym ataku na Port Arthur, doszło do bitwy morskiej pod Czemulpo, w której zwycięstwo umożliwiło Japonii dokonanie desantu sił lądowych na kontynencie azjatyckim. W ciągu trzech miesięcy 1. Armia pod dowództwem gen. Tamemoto Kurokiego zajęła Koreę, narzucając jej przy okazji szereg upokarzających traktatów i de facto przejmując nad nią kontrolę. Wojska japońskie obsadziły główne koreańskie bazy, po czym skierowały się do Mandżurii.
Na przełomie kwietnia i maja nad rzeką Yalu rozegrała się pierwsza bitwa lądowa, zakończona triumfem Japończyków. Umożliwił on desant 2. Armii gen. Yasukaty Oku na półwyspie Liaotung i marsz w głąb Mandżurii. Pokonawszy siły rosyjskie pod Jinzhou 26 maja, 2. Armia otworzyła drogę lądową na Port Arthur. Rosjanie podjęli próbę kontrataku, zostali jednak pobici 14–15 czerwca pod Delisi. W międzyczasie rząd Meiji mianował marszałka Iwao Ōyamę głównym dowódcą wojsk w Mandżurii. Z jego rozkazu gen. Yasukata Oku rozszerzył działania zbrojne na północ. Po zwycięskiej bitwie pod Dashiqiao (24-25 lipca) zdołał zająć port Yingkou.
Tymczasem od lipca wojska japońskie zaczęły bezpośrednio atakować Port Arthur drogą lądową, jednocześnie blokując twierdzę od strony morza za pośrednictwem Połączonej Floty admirała Heihachirō Tōgō, głównodowodzącego japońskich sił morskich. 10 sierpnia część okrętów rosyjskich podjęła próbę przedarcia się, lecz została pobita i zawrócona w bitwie na Morzu Żółtym. Od września do marca 1905 roku miały miejsce cztery duże bitwy lądowe (pod Liaoyangiem, nad Sha He, pod Sandepu i pod Mukdenem) przeciwko żołnierzom gen. Aleksieja Kuropatkina, które w ostatecznym rozrachunku przyniosły sukces w postaci zajęcia Mukdenu i wyparcia Rosjan z południowo-środkowej Mandżurii.
W dniu 2 stycznia 1905 roku Port Arthur ostatecznie skapitulował. Ostatni akt wojny stanowiła bitwa pod Cuszimą (27–28 maja) stoczona przeciwko rosyjskiej Flocie Bałtyckiej, zakończona zwycięstwem Japończyków. Tak upokarzająca klęska oraz problemy wewnętrzne skłoniły Rosję do wstrzymania działań zbrojnych. 5 września 1905 roku po długich negocjacjach (w których rolę mediatora pełnił prezydent Theodore Roosevelt) obie strony podpisały pokój w Portsmouth. Zgodnie z jego postanowieniami, Japonia otrzymała południowo-wschodnią Mandżurię wraz z dotychczasowymi rosyjskimi koncesjami na tych terenach (m.in. kolejowe), południową część Sachalinu oraz swobodę działania w Korei. W samej Japonii otoczono czcią admirała Tōgō za jego zwycięstwa morskie, a także dowódcę 3. Armii i zdobywcę Port Arthur, generała Nogiego Maresukego – obu ich uznano za bohaterów narodowych.

### Ostateczne podporządkowanie Korei

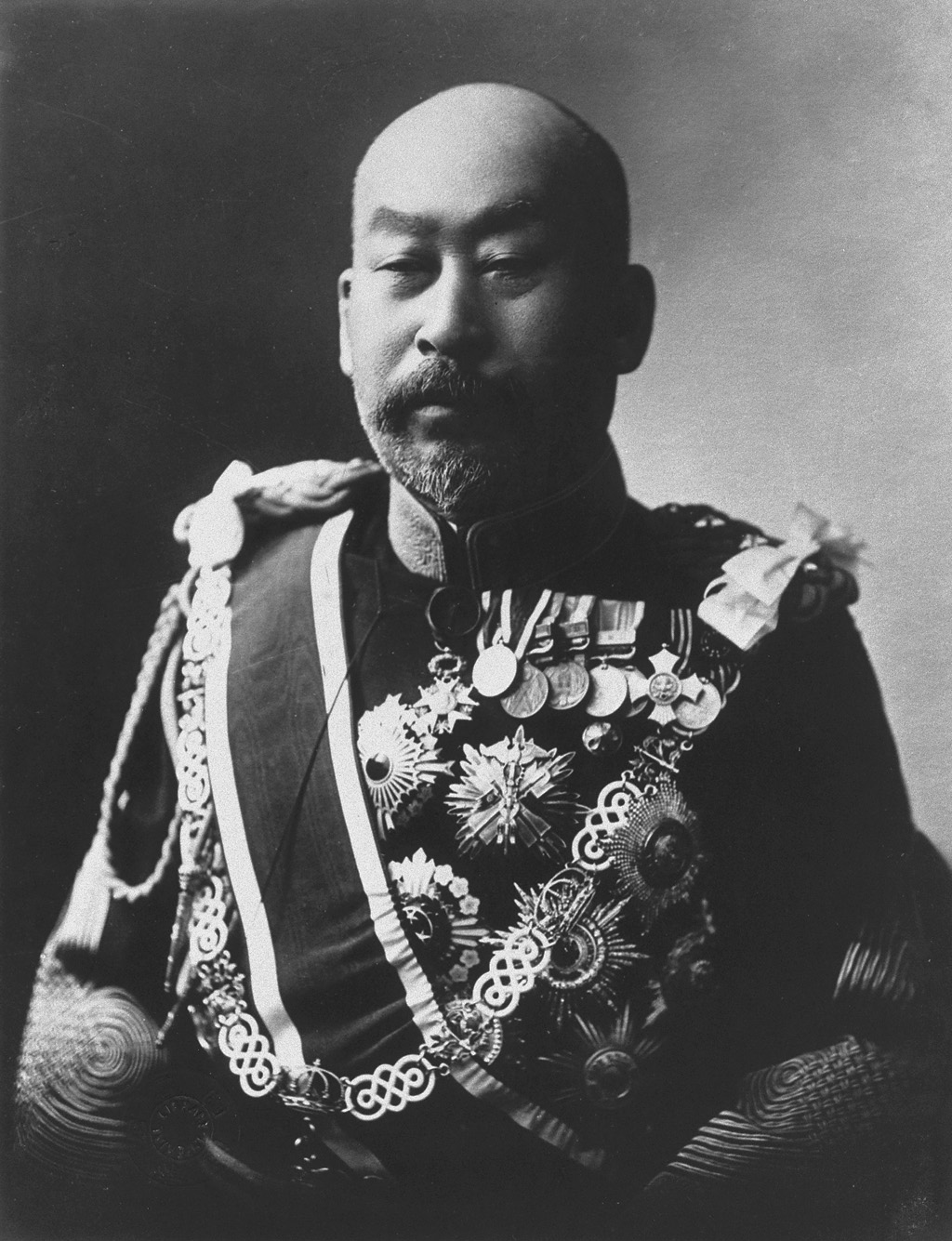
Masatake Terauchi, minister spraw zagranicznych i marszałek (gensui) armii cesarskiej; od maja 1910 sprawował funkcję rezydenta generalnego w Korei

Jeszcze przed podpisaniem traktatu pokojowego, 12 sierpnia 1905 Japonia podpisała z Wielką Brytanią nowy układ o współpracy wojskowej na Dalekim Wschodzie, skierowany głównie przeciwko Niemcom i Rosji, przewidujący wzajemną pomoc w sytuacji konfliktu z innym mocarstwem. Te stosunki zostały podtrzymane przez resztę okresu Meiji, a 15 lipca 1911 postanowiono przedłużyć układ o dziesięć lat.
Po zawarciu pokoju z Portsmouth rząd japoński wysłał do Korei Hirobumiego Itō jako rezydenta generalnego (jap. 統監 tōkan). Wymusił on podpisanie 24 lipca 1907 kolejnego układu z Koreą, zgodnie z którym przyjmowała ona japoński protektorat. Odtąd rozpoczął się proces systematycznego usuwania Koreańczyków z najważniejszych stanowisk państwowych, urzędów, sądów i policji, by zastępować ich Japończykami. Ludność koreańska bezskutecznie próbowała stawiać opór, wzniecając zamieszki.
Rząd Meiji nie był jednak zdecydowany na konkretną linię polityczną. Frakcja militarystyczna na czele z Tarō Katsurą dążyła do ostrej pacyfikacji Korei, czemu sprzeciwiał się Hirobumi Itō, przez co ostatecznie 14 czerwca 1909 został odwołany ze stanowiska, ale jeszcze 26 października tego samego roku na stacji kolejowej w Harbinie został zamordowany przez Koreańczyka An Chunggŭna. Wydarzenie to skłoniło Japończyków do sięgnięcia po ostrzejsze środki. Po schwytaniu i straceniu zabójcy (co miało miejsce 26 marca 1910), po krótkim piastowaniu stanowiska generalnego rezydenta przez Aresuke Sone, w maju 1910 zastąpiono go przez Masatake Terauchiego, słynącego z bezwzględności i bezkompromisowych metod. Natychmiast wprowadził on w Korei terror, dławiąc wszelki ruch oporu. Równolegle konsekwentnie realizował politykę modernizacji, kontynuując w tym względzie starania swoich poprzedników. Działalność Terauchiego zakończyła się sukcesem, gdy 22 sierpnia 1910 doszło do podpisania traktatu o aneksji całego państwa koreańskiego przez Cesarstwo Wielkiej Japonii.

## Gospodarka

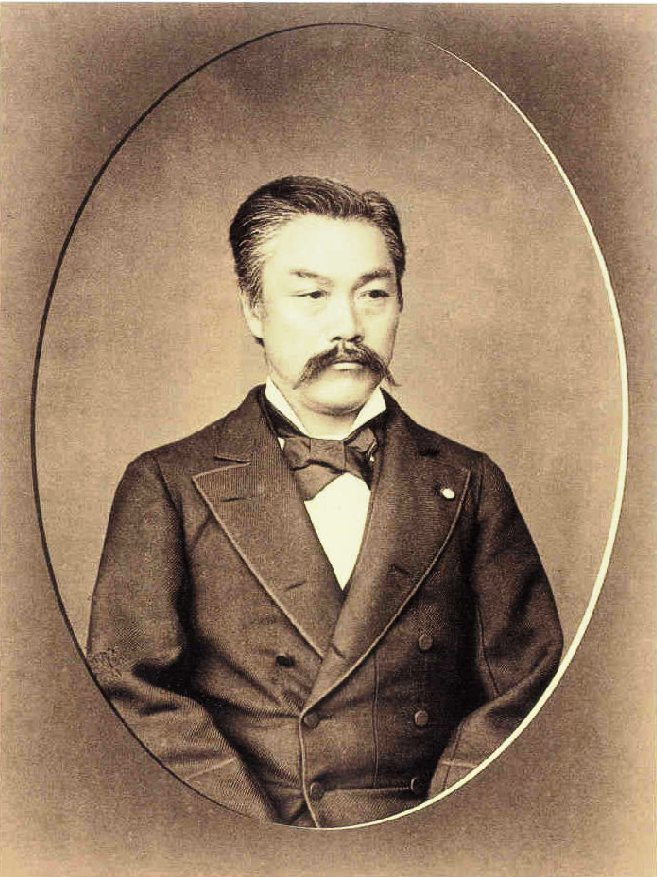
Masayoshi Matsukata, wielokrotny minister finansów i premier Japonii w latach 1891–1892 oraz 1896–1898, którego rygorystyczna polityka monetarno-fiskalna zwalczyła kryzys gospodarczy końca lat 70. i 1. połowy 80. kosztem doprowadzenia do ruiny majątkowej wielu japońskich chłopów

W czasach poprzedzających okres Meiji Japonia stanowiła klasyczny przykład kraju agrarnego, o decydującej roli rolnictwa w gospodarce. Ten dotychczasowy ład został szybko zaburzony w wyniku masowej migracji ludności wiejskiej do gwałtownie rozrastających się miast. Było to związane nie tylko ze zjawiskiem urbanizacji, ale również z szybkim przyrostem ludności, zwłaszcza w latach 1880–1900, kiedy to ludność Japonii wzrosła z ok. 35 do 45 milionów. Aby uniknąć katastrofy gospodarczej, rząd Meiji włożył znaczny wysiłek w intensyfikację rolnictwa, między innymi poprzez upowszechnienie nowoczesnych technik uprawy, mechanizację wsi oraz zwiększone zastosowanie nawozów, co odniosło zamierzony skutek powodując wzrost ogólnej wydajności ziem. Oprócz zapewnienia dostatecznej ilości pożywienia dla rozrastającego się społeczeństwa, sektor rolniczy stanowił główne źródło dochodów państwa (w dwóch pierwszych dekadach aż 80%) – wszystko za sprawą podatku gruntowego z 1873 roku. Fakt ten nie uległ zmianie nawet po nałożeniu nowych podatków na dobra konsumpcyjne, w tym także na dobra niezbędne, tj.: sos sojowy, sól, cukier, czy sake.
Znaczną część dóbr wytworzonych przez sektor rolniczy Japonia zaczęła przeznaczać na eksport do Europy. Oprócz herbaty były to przede wszystkim kokony jedwabników, na które w owym czasie znacząco wzrósł popyt na rynkach europejskich. Aby wykorzystać tę sytuację, produkcję jedwabiu w Japonii od restauracji Meiji, aż do 1893 roku zwiększono pięciokrotnie. 42% wszystkich dochodów czerpanych z eksportu w tym okresie pochodziło wyłącznie z handlu surowym jedwabiem. Przetworzone dobra jedwabne i bawełniane również sprzedawano za granicę, głównie do Chin i Korei.
Największy kryzys gospodarczy w epoce Meiji rozpoczął się w 1878 roku. Ogromne koszty związane ze stłumieniem rebelii w Satsumie, a także licznymi projektami modernizacji kraju i rozbudowy armii spowodowały poważny deficyt w przychodach skarbu państwa. Natychmiastową reakcją władz był dodruk pieniędzy, jednak wywołana w ten sposób inflacja, choć opłaciła się chłopom, na dłuższą metę tylko powiększyła deficyt. Masayoshi Matsukata, wielokrotny minister finansów, a także późniejszy premier, do roku 1880 wyprzedał znaczną część niedochodowych zakładów przemysłowych należących do państwa, zaś w 1881 roku wprowadził restrykcyjną politykę monetarną i fiskalną oraz obciął wydatki państwa. Ponadto przywracając walutę opartą na srebrze ograniczył podaż pieniądza. Te działania – określane mianem „deflacji Matsukaty” – podjęte w celu naprawienia budżetu, okazały się zgubne w skutkach dla wielu chłopów, gdyż do roku 1884 ceny rynkowe wszystkich produktów rolnych załamały się, spadając niemal o połowę. Tysiące drobnych posiadaczy ziemskich zbankrutowało, a wielu innych poważnie się zadłużyło, co doprowadziło do całej fali buntów chłopskich. W okresie „deflacji Matsukaty” ponad 10% ziemi uprawnej w Japonii zmieniło właściciela, lecz pod koniec lat 80. sytuacja gospodarcza ostatecznie się ustabilizowała.
Polityka rządu, dążącego do zbudowania w Japonii silnego przemysłu na podobieństwo mocarstw zachodnich, długo nie odnosiła sukcesu, aż do lat 90., kiedy wzrost produktu przemysłowego brutto osiągnął roczny poziom 5%. Stan taki utrzymywał się raczej niezmiennie do pierwszej dekady XX wieku, a całość japońskiej produkcji przemysłowej powiększyła się 2,5-krotnie, prześcigając w tym względzie nawet Stany Zjednoczone. Rząd Meiji skupił się zwłaszcza na rozbudowie przemysłu tekstylnego oraz wydobywczego. W latach 1876–1896 wydobycie minerałów w Japonii, odbywające się przede wszystkim na Kiusiu i na Hokkaido, wzrosło o ok. 700%. Przedsiębiorstwa zajmujące się włókiennictwem wraz z kopalniami zapewniały najwięcej miejsc pracy w kraju.
Postępująca industrializacja kraju oraz korzystne warunki prawne sprzyjały wzrostowi inwestycji prywatnych. Początkowo nowo powstałe spółki inwestowały głównie w kolejnictwo, lecz z upływem lat ich obszar działalności rozszerzył się na inne dziedziny. Poważnym ciosem dla rozrastającej się warstwy kapitalistów okazał się kryzys finansowy z 1890 roku, gdy rynek giełdowy załamał się, a wiele przedsięwzięć spekulacyjnych zbankrutowało. Jednakże spółki, które przetrwały kryzys, w późniejszym czasie jeszcze bardziej umocniły swoją pozycję. Kluczowym aspektem rozwoju gospodarczego Japonii było wykształcenie się zaibatsu (jap. 財閥; „rodzinny kartel finansowy”) – ogromnych konglomeratów bankowo-przemysłowych, w całości kontrolowanych przez pojedyncze rodziny. Część z nich, tj. Mitsui, Yasuda czy Sumitomo, wywodziło swoje fortuny z domów handlowych funkcjonujących w epoce Edo, jednak duża część, w tym jedno z największych – Mitsubishi – zbudowało majątek od podstaw w latach 70. i 80. Zaibatsu posiadały bardzo ścisłe powiązania z rządem, otrzymując od niego liczne przywileje, w zamian często udzielając mu korzystnych pożyczek. Większość z nich cieszyła się monopolami na określone gałęzie przemysłu. Rząd często wręcz finansował powstawanie nowych zaibatsu bądź też przekazywał w ich ręce państwowe zakłady, przy jednoczesnym nakładaniu na cudzoziemskie przedsiębiorstwa dodatkowych obciążeń podatkowych. W praktyce wszystkie zamówienia rządowe kierowane były do japońskich producentów. Takie posunięcia pozwoliły nie tylko w krótkim czasie rozwinąć krajowy przemysł, ale też wzmocniły gospodarkę narodową, chroniąc rodzime firmy przed konkurencyjnym importem z zagranicy.

## Społeczeństwo i kultura

### Przemiany obyczajowe i społeczne
Równolegle z wprowadzaniem kolejnych reform, rząd Meiji zainspirował szereg zmian na gruncie społeczno-obyczajowym. Wszyscy oficjele państwowi i urzędnicy zaczęli konsekwentnie nosić zachodni ubiór, zaś tradycyjne japońskie stroje rezerwowano tylko na specjalne okazje. Za tym przykładem podążyła bardzo znaczna część społeczeństwa, przede wszystkim mężczyzn. Jednocześnie z reformami likwidującymi przywileje prawno-majątkowe stanu samurajskiego, dawnych samurajów zrównano ze zwykłymi obywatelami również symbolicznie, zakazując im noszenia mieczy i zachęcając do porzucenia tradycyjnego sposobu uczesania, co dotychczas stanowiło ich cechę rozpoznawczą wśród społeczeństwa.
Całkowicie odmienną kwestię stanowiły kobiety. Dla polityków japońskich kłopotliwe okazało się przyjęcie z Zachodu nowych wzorców związanych z różnie pojmowanym pojęciem tzw. „równości płci”. Początkowo zachęcano kobiety do przyjęcia aktywnej roli w budowaniu „nowego porządku”, jednak szybko zaprzestano takich działań, obawiając się ewentualnego chaosu obyczajowego, jaki mógłby zapanować w społeczeństwie po zbyt radykalnej rezygnacji z akceptowania tradycyjnych wzorców kobiety i mężczyzny. Czołowi myśliciele raczej zgadzali się z koncepcjami zapewnienia kobietom pełnego dostępu do edukacji, co zresztą zostało zrealizowane poprzez reformę oświaty z 1872 roku, nakładającą powszechny obowiązek szkolny na dzieci obojga płci. Z kolei pionierką w zakresie szkolnictwa wyższego przeznaczonego dla kobiet była Umeko Tsuda, działaczka częściowo powiązana z początkowym nurtem feminizmu. W roku 1900 założyła ona pierwszą w Japonii wyższą szkołę dla kobiet (jap. 女子英学塾 Joshi Eigaku Juku; „Żeńska Szkoła Języka Angielskiego”), później przemianowaną na Uniwersytet Tsuda (jap. 津田塾大学 Tsudajuku Daigaku), kształcący studentki w zakresie wszystkich głównych dziedzin nauk humanistycznych, ścisłych, przyrodniczych i lingwistycznych. Politycy i główni myśliciele nie byli jednak chętni na dokonywanie zmian na gruncie obyczajowym, czemu dali wyraz już w roku 1872, gdy rząd formalnie zakazał kobietom noszenia krótkich włosów. W życiu publicznym za zwiększoną rolą kobiet w polityce opowiadały się przede wszystkim najważniejsze żeńskie działaczki Ruchu na rzecz Swobód i Praw Obywatelskich – Toshiko Kishida oraz Hideko Fukuda, często występujące na wiecach, gdzie wygłaszały przemówienia cieszące się sporą frekwencją i posłuchem. Apelowały o zapewnienie kobietom ekonomicznych i politycznych praw równających je w tych dziedzinach z mężczyznami. Pomimo bardzo aktywnej działalności obu japońskich pionierek feminizmu, ich postulaty nie zostały wysłuchane przez rządzących, którzy w drugiej połowie okresu Meiji ograniczyli się do nadania niektórym kobietom (głównie żonom ważnych urzędników państwowych) stanowisk wiążących się z funkcją reprezentacyjną.
Gwałtowne przemiany polityczno-gospodarcze Japonii po Restauracji doprowadziły do wyłonienia się klasy robotniczej, co wiązało się z powstaniem dużej ilości fabryk i zakładów przemysłowych, zatrudniających liczne rzesze pracowników najemnych, z reguły słabo wykształconych, wykonujących zajęcia niewymagające kwalifikacji. Liczebność robotników w końcowych latach okresu Meiji wynosiła około 800 tys., z czego ponad połowa była związana z przemysłem włókienniczym. Przeciętny dzienny czas pracy w fabryce wynosił ponad 12 godzin, a jej warunki nie zawsze były sprzyjające, co stawało się przyczyną częstych chorób (zwłaszcza gruźlicy), na które zapadali robotnicy. Przedsiębiorstwa budowały zamknięte osiedla przeznaczone dla pracowników, zapewniały im też regularne wyżywienie. Czymś bezprecedensowym w stosunku do dawniejszych wieków był fakt masowego zatrudniania kobiet, które w przemyśle tekstylnym stanowiły większość personelu, otrzymywały jednak ponad połowę niższe zarobki niż mężczyźni. Oprócz typowej klasy robotniczej w Japonii tego okresu istniała też spora grupa pracowników wykwalifikowanych (głównie mężczyzn), zatrudnionych w stoczniach, przedsiębiorstwach kolejowych, przemyśle maszynowym, rafineryjnym i górniczym. Na przełomie wieków ich liczba sięgała powyżej 70 tysięcy i zarabiali oni więcej od robotników niewykwalifikowanych.

### Ożywienie kulturalne
Już w pierwszej dekadzie po Restauracji Meiji nastąpiło gwałtowne ożywienie japońskiego życia publicznego. Obywatele coraz chętniej interesowali się sprawami kształtu nowego państwa, zwłaszcza że wówczas swą działalność rozpoczął Ruch na rzecz Swobód i Praw Obywatelskich, a także inne organizacje o podobnym profilu. Zapotrzebowanie na ogólnojapońską debatę publiczną na tematy polityczne doprowadziło przede wszystkim do dynamicznego rozwoju prasy. Innym ważnym czynnikiem był wyjątkowo niski jak na owe czasy poziom analfabetyzmu; jeszcze w epoce Edo większość ludności, w tym także chłopi, potrafiła czytać. Poczynając od roku 1871 zaczął ukazywać się pierwszy japoński dziennik – Yokohama Mainichi Shinbun (jap. 横浜毎日新聞; „Gazeta Codzienna Jokohamy”) – zaś już rok później – jego tokijski odpowiednik – Nichi Nichi (jap. 日日; „Dzień za Dniem”), który z czasem przekształcił się w słynny, istniejący aż do czasów obecnych Mainichi Shimbun (jap. 毎日新聞 Mainichi Shinbun; „Gazeta Codzienna”). Były to główne pozycje na świeżym, dynamicznym rynku prasowym, regularnie omawiające wszystkie wydarzenia polityczne, a często wręcz dosłownie nawołujące rząd do utworzenia parlamentu i spisania konstytucji. Za ich przykładem w drugiej połowie lat 70. powstały nowe pozycje, bardziej komercyjne, zajmujące się ogólnymi wydarzeniami z kraju, w tym między innymi sportem, takie jak Asahi Shimbun (jap. 朝日新聞 Asahi Shinbun; „Gazeta Poranna”), wydawana również współcześnie. Prasa osiągała duże nakłady, szybko też pojawiały się nowe tytuły. Do 1875 roku w obiegu znalazło się ich ponad sto, w tym popularny Jiji Shinpō (jap. 時事新報; „Gazeta Wydarzeń”). Wraz z końcem lat 70. sytuacja na rynku prasowym wyklarowała się na tyle, iż dwoma głównymi centrami, gdzie prowadziły działalność najważniejsze wydawnictwa, stały się Tokio i Osaka. Oprócz tego większość prefektur posiadała też własne gazety lokalne.
Równocześnie z rozwojem prasy tłumaczono na język japoński książki zagranicznych autorów. W pierwszej kolejności skupiono się przede wszystkim na przekładzie dzieł z dziedziny myśli politycznej, z których najważniejszymi były cieszące się w Japonii dużą popularnością teksty Johna Stuarta Milla, Herberta Spencera i Jeana-Jacques’a Rousseau. Czytywali je przede wszystkim ludzie należący do poszerzających się warstw inteligencji.
W 1874 roku z inicjatywy polityka-intelektualisty Arinoriego Mori powstało w Japonii Meirokusha (jap. 明六社 „Stowarzyszenie Szóstego Roku Meiji”), będące nowym środowiskiem intelektualnym skupiającym myślicieli politycznych i naukowych, formalnie mającym za swój cel „szerzenie oświecenia” poprzez promowanie zachodniej filozofii, etyki, nauki oraz myśli politycznej, czerpiąc z wzorców cywilizacji zachodniej. Meirokusha w krótkim czasie zyskało w całym kraju duże znaczenie. Publikowało własną prasę – Meiroku Zasshi (jap. 明六雑誌; „Magazyn Szóstego Roku Meiji”), prowadziło też szerszą działalność wydawniczą, finansując wydawanie dzieł autorów skupionych w Meirokusha, których w szczytowym okresie było aż trzydziestu trzech. Książki najważniejszego z nich, Yukichiego Fukuzawy, politologa i eksperta od kontaktów z Zachodem, założyciela Uniwersytetu Keiō (najstarszej japońskiej uczelni) i dziennika Jiji Shinpō, osiągnęły w Japonii ogromną popularność, w latach 1860–1890 sprzedając się łącznie w kilku milionach egzemplarzy. Trzytomowa Sytuacja na Zachodzie, wydana w 1870, stanowiła kompendium wiedzy o zachodnich (przede wszystkim amerykańskich) instytucjach, obyczajach i kulturze materialnej, natomiast późniejsze: Zarys teorii cywilizacji oraz Postęp nauki omawiały zaimplementowanie tychże wzorców na gruncie japońskim, zwłaszcza w zakresie powszechnej edukacji. Podobnie jak Masanao Nakamura i Amane Nishi, Fukuzawa uważał państwa zachodnie za lepiej rozwinięte nie tylko pod względem gospodarczym i naukowym, ale przede wszystkim – cywilizacyjnym. Choć przez rząd Meiji nigdy nie zostały w pełni wykorzystane w praktyce, jego teorie miały znaczny wpływ na rozwój państwa japońskiego na przełomie XIX i XX wieku.

### Kształtowanie się powszechnej tożsamości narodowej
Inicjatorami restauracji Meiji i głównymi budowniczymi nowego porządku byli niemal wyłącznie ludzie wywodzący się ze środowisk samurajskich, ewentualnie dworskich. U schyłku rządów Tokugawów i w początkowych latach okresu Meiji samurajowie-intelektualiści, myślący w duchu filozofii kokugaku (jap. 国学; „szkoła narodowa”), byli zasadniczo jedyną grupą społeczną w Japonii posiadającą silne poczucie tożsamości narodowej. Większość zwykłych ludzi odczuwała przywiązanie głównie do lokalnych władz, co miało swe źródło jeszcze w feudalnych stosunkach okresu Edo, gdzie kluczowy był właśnie podział na rodowe księstwa terytorialne. 
Cesarz, jeden z najważniejszych symboli „nowej Japonii”, nie cieszył się tak powszechnym autorytetem wśród niższych warstw społeczeństwa, bardziej skupionych na swych codziennych sprawach. Przeto od samego początku jedną z głównych trosk oligarchów Meiji stało się zaszczepienie patriotyzmu w szerokich masach ludu, do czego służyć miał przede wszystkim system oświaty. Podręczniki, początkowo oparte na wzorcach zachodnich, szybko zmodyfikowano, umieszczając w nich silne przesłania dotyczące japońskich wartości narodowych. Szczegółowy program nauczania w tym zakresie opracował Eifu Motoda (Nagazane Motoda), konfucjanista z otoczenia cesarza. W październiku 1890 wraz z Aritomo Yamagatą sformułował on Cesarski dekret o wychowaniu, skierowany nie tylko do uczniów wszystkich szkół (mających obowiązek nauczenia się go na pamięć), ale również do całego społeczeństwa. Równolegle trwała prowadzona na ogromną skalę propaganda, obecna w prasie i przejawiająca się także cenzurą wybranych dzieł zachodnich. We wszystkich możliwych miejscach i przy najmniejszych okazjach eksponowano japońską flagę. Ukuto szereg ideologicznych sloganów, które rozpowszechniano wśród społeczeństwa, tj. fukoku kyōhei (jap. 富国強兵; „bogaty naród, silna armia”) czy oitsuke! oikose! (jap. 追付け！追越せ！; „dogońcie! przegońcie!”) (odnoszące się do zachodnich mocarstw). Autorytet władzy cesarskiej (w praktyce – całej władzy państwowej) oparty był na trzech głównych filarach: wyidealizowanej i zmitologizowanej wersji japońskiej historii, shintō jako religii państwowej (z naciskiem na kult cesarza), a także na konfucjańskiej nauce społecznej, której naczelne wartości – hierarchia, szacunek wobec rodziny (analogiczny do szacunku poddanych, „dzieci”, wobec cesarza, „ojca”) i lojalność – intensywnie propagowano na każdym kroku. Skutkiem takiego sposobu myślenia była wizja narodu japońskiego jako „powiernika” boskiego planu i przeznaczenia (konfucjańskiej „woli niebios”). Tak ukształtowany nacjonalizm japoński stanowił ideologiczną podstawę ekspansjonistycznej polityki zagranicznej Cesarstwa Wielkiej Japonii zarówno w epoce Meiji, jak i w późniejszych latach.

### Literatura, sztuka i architektura

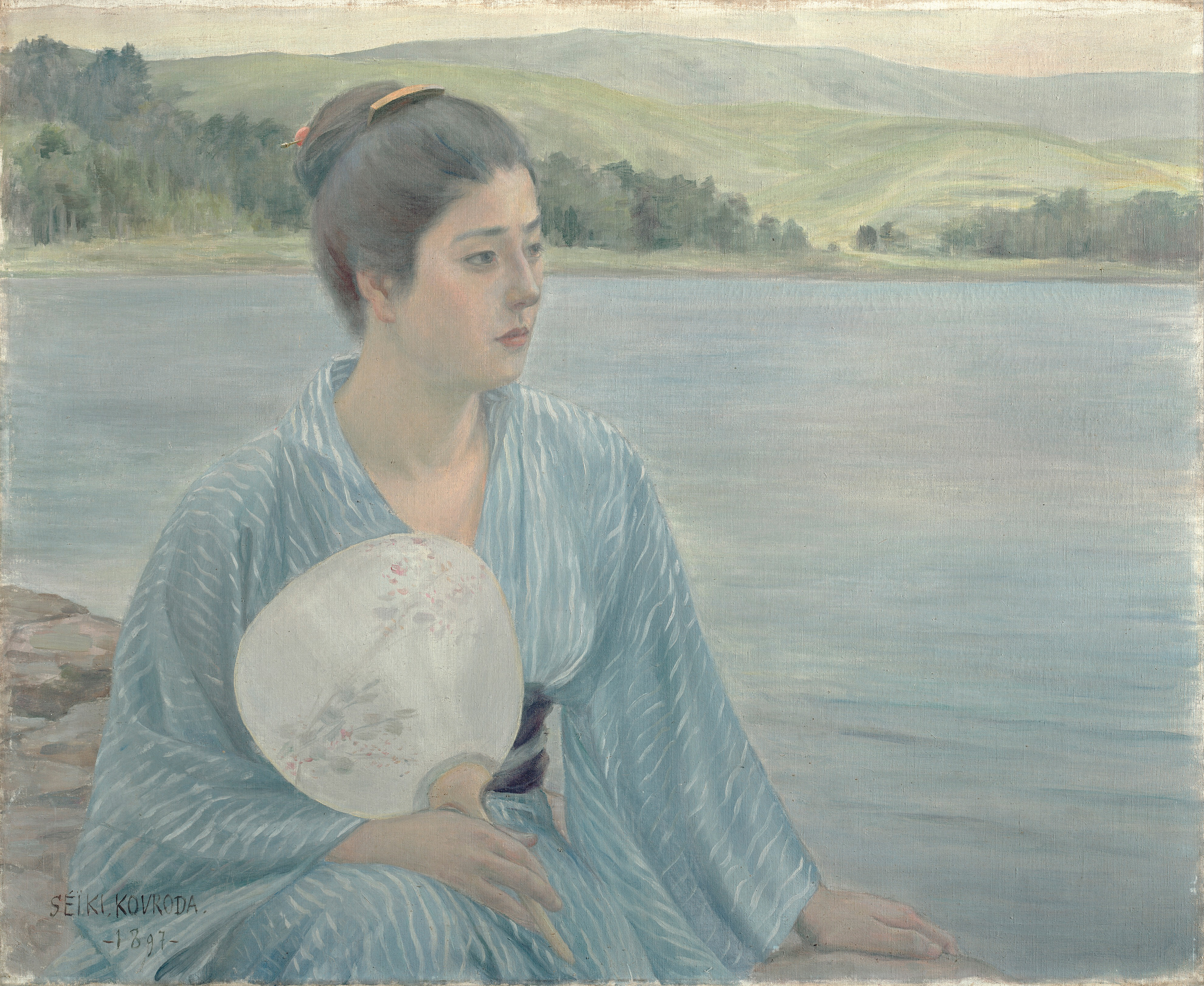
Nad jeziorem, obraz Seiki Kurody z 1897 r., jest przykładem yōga – malarstwa w stylu zachodnim

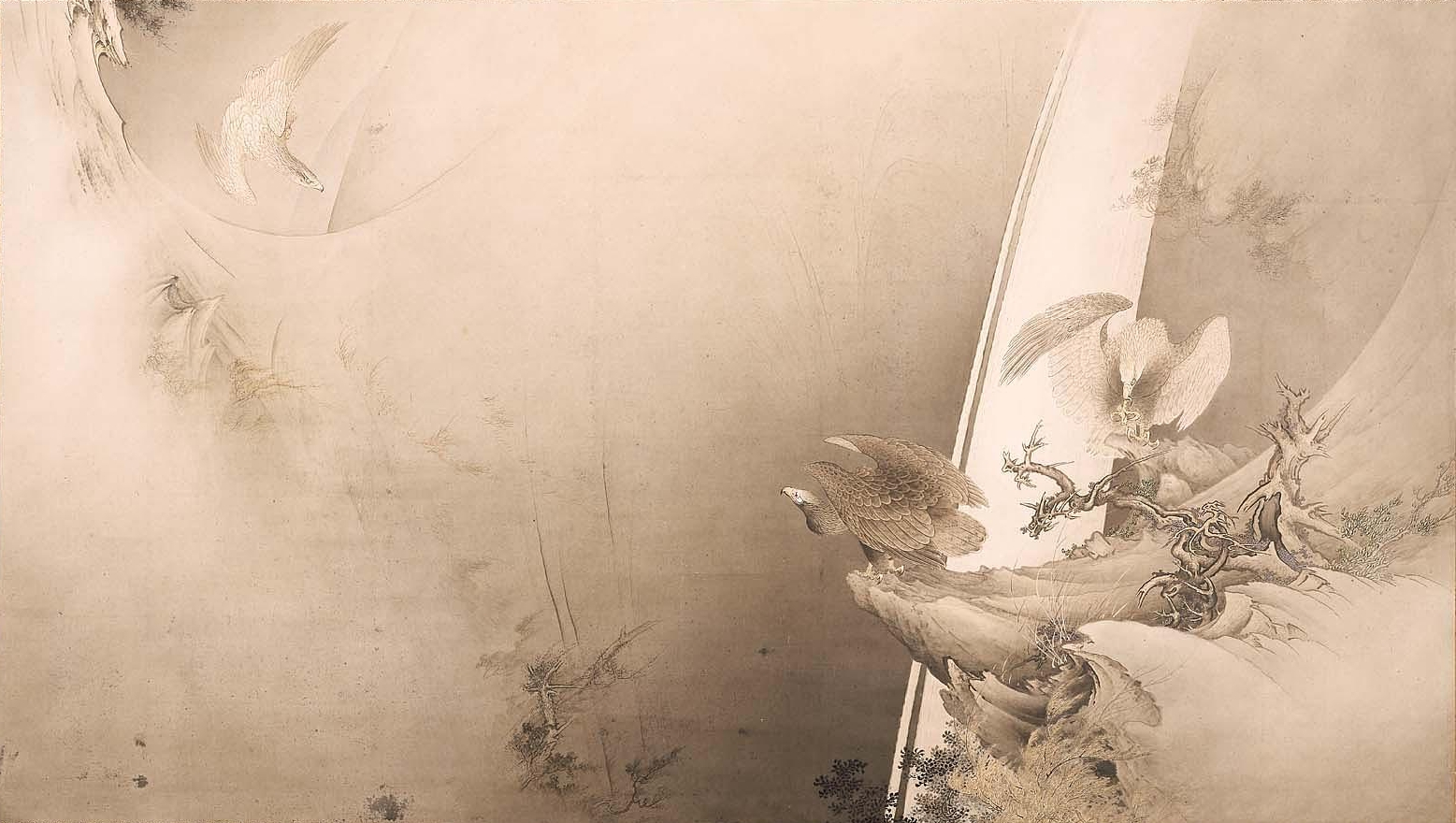
Orły w wąwozie, obraz Hōgai Kanō, przykład tradycyjnego stylu nihonga

Problemem, z jakim zmagała się w owym czasie literatura japońska, były znaczące rozbieżności pomiędzy powszechnym językiem mówionym (jap. 口語 kōgo) a archaicznym, przesadnie sformalizowanym językiem pisanym (jap. 文語 bungo) wywodzącym się z okresu Heian. Jeszcze w 1866 roku Hisoka Maejima, późniejszy oligarcha i „ojciec systemu pocztowego”, przedstawił tę kłopotliwą kwestię siogunowi Yoshinobu Tokugawie, zalecając całkowite porzucenie bungo. W epoce Meiji głównymi orędownikami ujednolicenia mowy i pisma (jap. 言文一致 genbun itchi) byli członkowie Meirokusha. W roku 1884 ukazało się drukiem opowiadanie Dziwna historia o upiorach z latarnią w kształcie piwonii (jap. 怪談牡丹灯籠 Kaidan Botan Dōrō), autorstwa Enchō San’yūteia, będąca pierwszą formą literacką przeznaczoną dla szerokiego grona odbiorców napisaną w języku mówionym. Z kolei w 1887 r. ukazała się Płynąca chmura (jap. 浮雲 Ukigumo) Shimeia Futabateia, pierwsza w Japonii realistyczna powieść psychologiczna, zaliczana do kanonu japońskiej literatury. Obok Futabateia innymi wielkimi pisarzami tego okresu byli Ōgai Mori (1890, Tancerka (jap. 舞姫 Maihime)), Natsume Sōseki (1905, Jestem kotem (jap. 吾輩は猫である Wahagai wa neko de aru); 1906, Panicz (jap. 坊っちゃん Botchan); 1907, Mak polny (jap. 虞美人草 Gubijinsō)) i Tōson Shimazaki (1906, Złamany nakaz (jap. 破戒 Hakai)). Wzorowali się oni na klasycznych dziełach zachodnich (z których wiele przełożyli na swój rodzimy język), lecz główna tematyka i motywy ich powieści były zaczerpnięte z tradycji japońskiej. W odróżnieniu od prozy, zdominowanej przez formy typowo zachodnie, w poezji utrzymały swą popularność haiku i tanka. Próby imitowania cudzoziemskich form poetyckich zazwyczaj nie odnosiły sukcesu. Podobnie było z dramatem, który w znacznej mierze oparł się wpływom z zagranicy. W teatrze nadal dominował tradycyjny styl kabuki, zaś nowinki przyjmowane były przez ogół raczej niechętnie (choć powstawały teatry w stylu zachodnim).
W zakresie sztuk plastycznych początkowo, w pierwszych latach okresu Meiji, doszło do wybuchu entuzjazmu wobec sztuki zachodniej. Szczególnie zasłużonym na tym polu był Tōgai Kawakami, pionier nowoczesnego malarstwa, zgłębiający europejskie techniki malarskie. Oprócz własnej twórczości intensywnie angażował się on w działalność państwową. Jako pracownik Ministerstwa Oświaty miał wpływ na wprowadzenie do szkół lekcji rysunku realistycznego, na których nauczano posługiwania się ołówkiem zamiast dotychczasowych pędzelków. Opracował też szereg podręczników, natomiast w 1876 roku otworzył Szkołę Sztuki Przemysłowej (jap. 工部美術学校 Kōbu Bijutsu Gakkō), która mimo stosunkowo krótkiego okresu istnienia (zaledwie 7 lat) wykształciła wielu przyszłych artystów wyspecjalizowanych w yōga (jap. 洋画 „malarstwo w stylu zachodnim”). Do propagowania sztuki zachodniej przyczynił się też włoski malarz Antonio Fontanesi, w latach 1876–1878 zatrudniony w niej jako nauczyciel malarstwa. Najwybitniejszym japońskim artystą reprezentującym nurt yōga był Seiki Kuroda.
Poczynając od końca lat 70. w sztuce japońskiej zaczął umacniać się trend odwrotny, na co niebagatelny wpływ miała działalność towarzystwa Kangakai (jap. 鑑画会), pracującego nad podtrzymaniem rodzimych tradycji malarskich, czyli nihonga (jap. 日本画; „malarstwo w stylu japońskim”), założone przez Amerykanina Ernesta Fenollosę i Kakuzō Okakurę (Tenshina Okakurę), którzy w 1887 przyczynili się do powstania Tokijskiej Szkoły Sztuk Pięknych (jap. 東京美術学校 Tōkyō Bijutsu Gakkō) (obecnego Tokijskiego Uniwersytetu Sztuki), gdzie wykładano wyłącznie przedmioty związane ze sztuką dalekowschodnią. Pierwszym jej rektorem został sam Okakura. Te, jak i inne starania skłoniły rząd do przywrócenia w szkołach publicznych tradycyjnych pędzli (fude). Głównymi przedstawicielami nihonga w epoce Meiji byli Hōgai Kanō, Gahō Hashimoto, Taikan Yokoyama i Gyokushō Kawabata. Jednak znamiennym dla okresu Meiji jest fakt, iż nawet grono najbardziej konserwatywnych malarzy mimo wszystko przyswoiło sobie pewne elementy wywodzące się z niektórych prądów europejskich, głównie eklektyzmu i impresjonizmu. Przełom wieków i późniejsze lata były okresem koegzystencji obu wiodących stylów w malarstwie japońskim – yōga i nihonga.

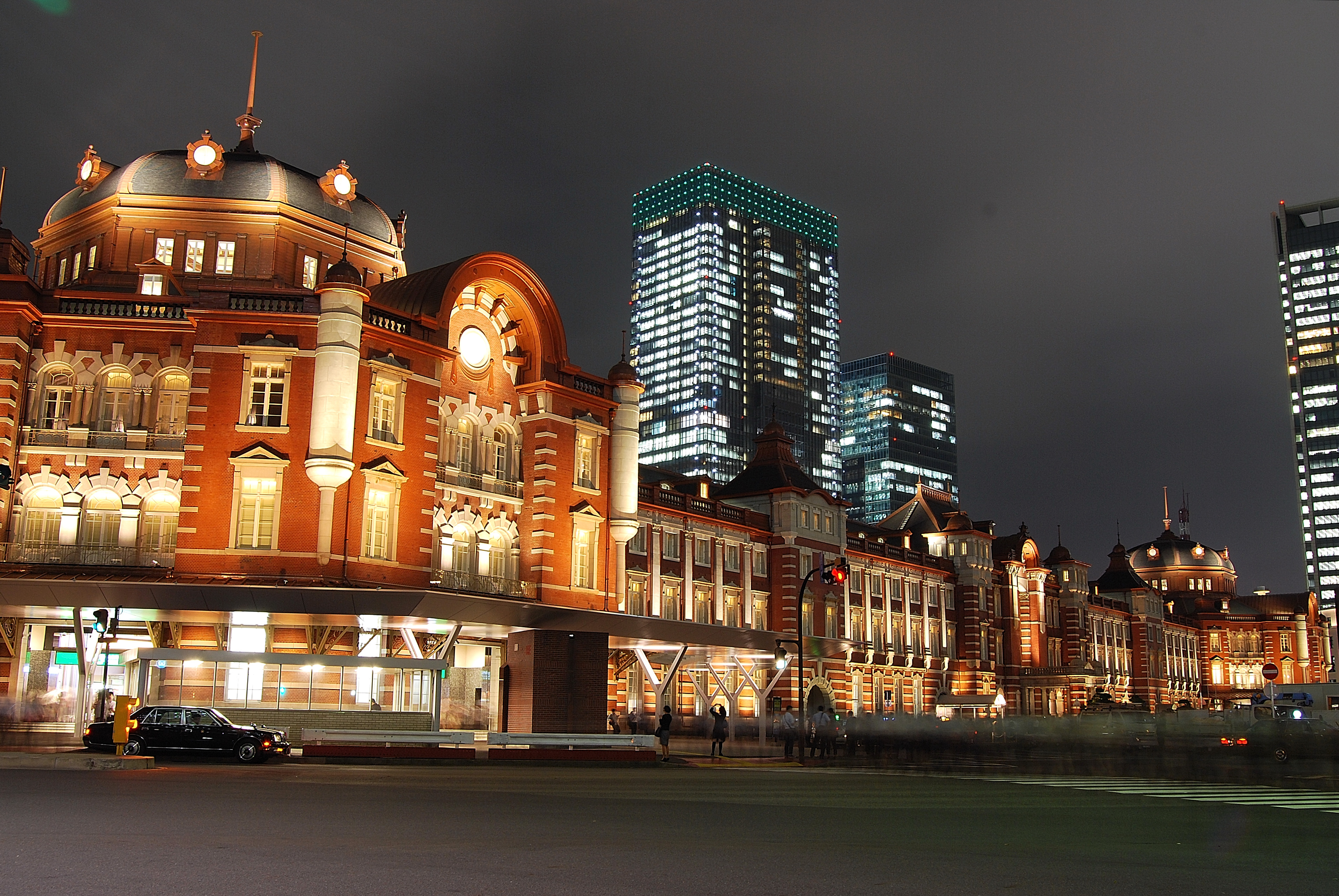
Dworzec Główny w Tokio stanowi przykład japońskiej architektury inspirowanej zachodnim historyzmem

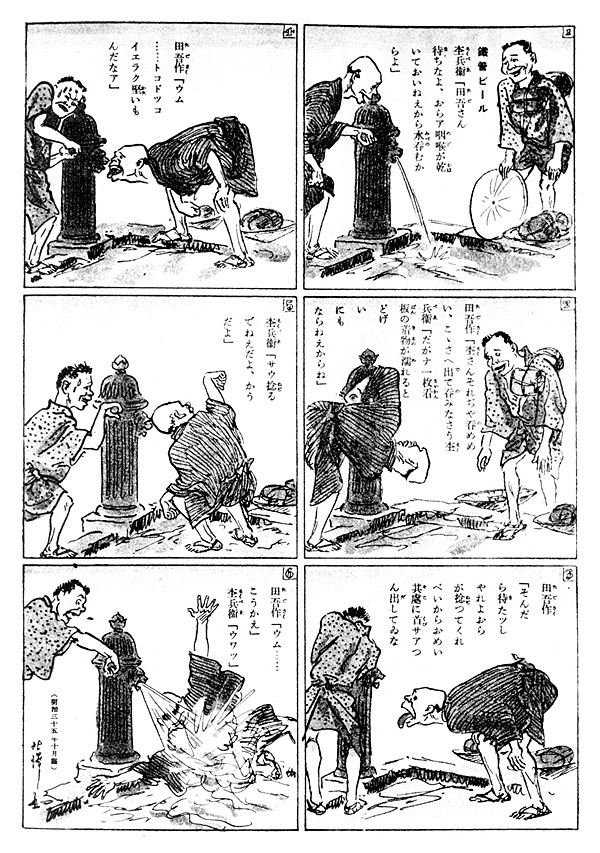
Krótka manga autorstwa Rakutena Kitazawy (Yasuji Kitazawa) z 1902, przestrzegająca klasycznej 6-obrazkowej formy zachodniego komiksu

Okres Meiji zapoczątkowała stopniowy schyłek tradycyjnej sztuki drzeworytniczej ukiyo-e (jap. 浮世絵; „obrazy przepływającego świata”), która stopniowo traciła na znaczeniu, by zaniknąć ostatecznie w okresie Taishō. Był to jedyny nurt rodzimej sztuki, który nie zdołał się oprzeć głębokim przemianom kulturowym, jakie dokonały się pod wpływem Restauracji Meiji.
Zetknięcie z Zachodem doprowadziło do zaadaptowania na grunt japoński rysownictwa satyrycznego, najczęściej mającego postać krótkich komiksów publikowanych na łamach prasy, w żartobliwy i ironiczny sposób poruszających tematykę społeczno-polityczną. Taką formę popularyzowali cudzoziemcy Georges Bigot i Charles Wirgman, a także sami Japończycy, tacy jak Kyōsai Kawanabe, który, będąc artystą wyspecjalizowanym w tradycyjnym malarstwie nihonga, z czasem zaczął również tworzyć rysunki satyryczne o specyficznym stylu graficznym przypominającym późniejszą mangę, zamieszczane jako ilustracje do książek, w gazetach i na pocztówkach. Rozkwit tego nowego rodzaju sztuki przyczynił się do powstania czasopism o charakterze humorystycznym: The Japan Punch (jap. ジャパン・パンチ Japan Panchi) (przez Charlesa Wirgmana), Kokkei Shinbun (jap. 滑稽新聞; „Gazeta Humorystyczna”) (przez Miyatakego Gaikotsu), Tobae (przez Georges’a Bigota) i wiele innych. Publikowały one na swych łamach karykatury określane mianem ponchi (jap. ポンチ; od ang. „punch”) lub toba-e (jap. 鳥羽絵; „obrazy Toby”) (od imienia Toby Sōjō (Kakuyū), japońskiego mnicha-artysty z XII wieku). W późniejszych latach okresu Edo dużą popularność zdobył Rakuten Kitazawa, malarz nihonga i rysownik satyryczny, uznawany za prekursora mangi, w której łączył inspiracje czerpane z zachodnich komiksów z tradycyjną japońską techniką rysunku. Początkowo publikował krótkie mangi w specjalnym dziale dziennika Jiji Shinpō, ale w 1905 roku przeniósł się do założonego przez siebie Tokyo Puck (jap. 東京パック Tōkyō Pakku) (wzorowanego na amerykańskim Puck), będącego pierwszym kolorowym magazynem. W miarę wzrostu popularności swoich komiksów Rakuten zaczął zakładać kolejne magazyny o podobnym profilu, skierowane do odbiorców w różnym wieku. Inną formą sztuki rysowniczej spopularyzowaną w epoce Meiji było jōgee (jap. 上下絵; „obrazy góry i dołu”) – humorystyczne obrazki tworzone w taki sposób, by ich odbiór różnił się w zależności od kąta patrzenia.
W muzyce, podobnie jak w innych dziedzinach sztuki, widoczne były silne wpływy zachodnie. Szczególnie poważano muzykę klasyczną, graną przy okazji oficjalnych bankietów, na przedstawieniach, w salonach towarzyskich. Muzykami, których utwory zdobyły specjalne uznanie byli przede wszystkim sławni pianiści: Fryderyk Chopin i Ferenc Liszt. Znano także innych wybitnych kompozytorów Europy.
Wśród rodzin zamożnego mieszczaństwa, arystokracji i wysokiej rangi urzędników w dobrym tonie stało się nauczanie dziewcząt gry na skrzypcach lub na fortepianie. W 1880 Ministerstwo Edukacji wprowadziło do szkół lekcje muzyki zachodniej, a w 1887 powstała w Tokio Akademia Muzyczna, pierwsza tego typu instytucja w kraju. Poza intensywnie propagowaną muzyką klasyczną, w epoce Meiji popularność wśród zwykłych ludzi szybko zyskał sobie także nowo powstały, balladowy gatunek enka (jap. 演歌). Artyści tworzący enka byli najczęściej wędrownymi aktorami (jak słynny aktor i aktywista polityczny Otojirō Kawakami) lub ulicznymi śpiewakami nazywanymi enkashi (jap. 演歌師). Nierzadko posiadali oni powiązania ze światem przestępczym, gdyż, w odróżnieniu od współczesnej enka, w owym czasie miała ona wydźwięk wywrotowy, a w treści piosenek nierzadko przemycano odniesienia do aktualnej polityki, z reguły krytyczne wobec rządu. Z tego powodu utwory te z okresu Meiji zwykło się określać jako sōshi enka (jap. 壮士演歌; „enka rzezimieszków”).
Restauracja Meiji przyniosła też rewolucję w zakresie architektury. Nastąpiła ona przede wszystkim w miastach, których szybki rozrost i wiążące się z nim zapotrzebowanie na dużą ilość nowych budynków wymuszały pragmatyzm i zastosowanie trwalszych materiałów w miejsce dotychczasowego drewna, zaś nowy, powiększony aparat państwowy wymagał wzniesienia wielu budowli o charakterze publiczno-rządowym. Do Japonii ściągnięto wielu zachodnich architektów, którzy zaprojektowali m.in. gmach parlamentu. Japończycy starali się naśladować cudzoziemskie style, np. historyzm, wznosząc tak charakterystyczne budynki, jak Dworzec Główny w Tokio, czy siedziba Tokijskiej Policji Metropolitalnej (zniszczona na skutek pożaru i trzęsienia ziemi w 1923). Próby imitowania zachodniej architektury przy zachowaniu niektórych tradycyjnie japońskich cech doprowadziły do wytworzenia się nowego nurtu, określanego jako giyōfū (jap. 擬洋風建築 giyōfū kenchiku; „architektura pseudo-zachodnia”).

## Religia

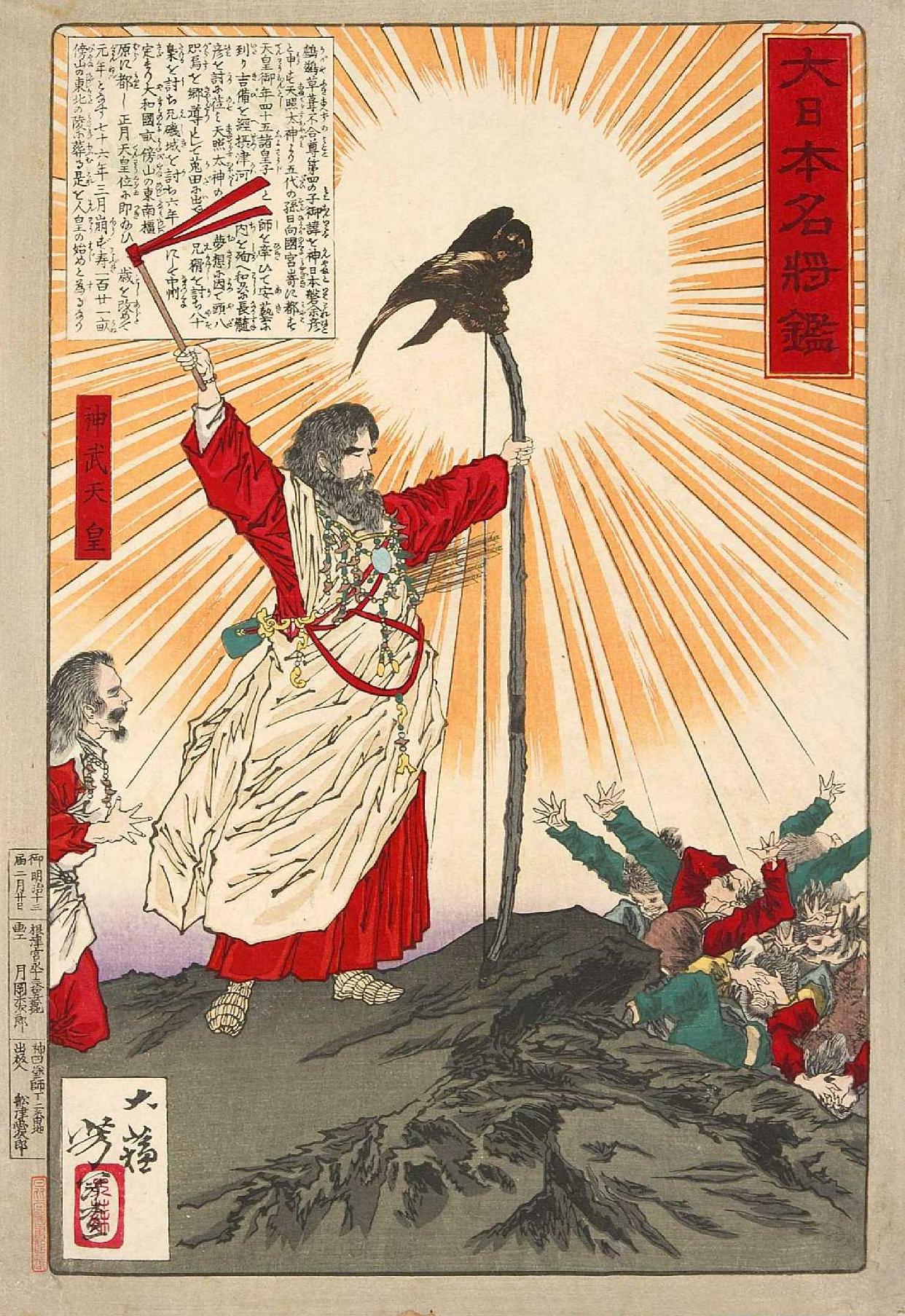
XIX-wieczna ilustracja przedstawiająca Jinmu, pierwszego cesarza Japonii, szczególnie czczonego w epoce Meiji, który według tradycji shintō dał początek państwu japońskiemu

Wraz z restauracją władzy cesarskiej politycy Meiji mocno zaangażowali się w utwierdzenie jej autorytetu, między innymi poprzez religię. Zgodnie z konstytucją z 1889 roku w Japonii istniała wolność religijna, o ile dane wyznanie będzie „nieszkodliwe dla porządku społecznego i niesprzeczne z obowiązkami poddanych”. W praktyce jednak intensywnej krytyce poddano buddyzm, usiłując obalić jego dominującą pozycję. Wiele dotychczasowych świątyń buddyjskich przekształcono w chramy shintō, rozdzielając te dwie religie po raz pierwszy w historii.
Przyczyną tak zdecydowanej linii politycznej był fakt, iż buddyzm przyszedł do Japonii w VI wieku z Chin poprzez koreańskie królestwo Baekje. Z tego powodu XIX-wieczni japońscy myśliciele, pragnący uwolnienia kraju od obcych wpływów, byli niechętni buddyzmowi, uważając go za religię obcą japońskiej kulturze narodowej. Z kolei shintō, przez wieki pełniący rolę wyłącznie lokalnych, ludowych wierzeń, teraz został wyniesiony do rangi oficjalnej religii państwowej. Według starodawnych kronik japońskich – Kojiki oraz Nihon-shoki – mitologia shintō była nierozerwalnie związana z powstaniem Japonii. Mity o stworzeniu świata wymieniały cesarza jako potomka bogów, co politycy Meiji wykorzystali do legitymizacji władzy cesarskiej.
Aby zwiększyć rolę shintō (dotychczas drugorzędną wobec buddyzmu) w 1869 roku rząd powołał Urząd ds. Kultu, który z kolei w 1870 roku wydał proklamację stwierdzającą, że naród powinien „postępować drogą bogów (jap. 神の道 kami-no-michi)”, co dosłownie oznaczało „postępować [zgodnie z] shintō (jap. 神道; „droga bogów”)”. Następnym krokiem było uznanie w 1871 roku chramów shintō za instytucje państwowe, powołane do przestrzegania „narodowych obyczajów”. Oprócz tego każdy obywatel miał obowiązek zarejestrować się w lokalnym chramie shintō. Takie podejście sprawiło, iż zwykli ludzie uświadomili sobie zasadnicze różnice pomiędzy tymi dwiema religiami. Piętnowanie buddyzmu na każdym kroku przez władze rządowe doprowadziło również do tego, że już na początku lat 70. w całym kraju zaczęło dochodzić do niewielkich wystąpień ludności przeciwko świątyniom buddyjskim. Wprawdzie oficjalnie rząd nie aprobował takich sytuacji, jednakże w rzeczywistości czynił wszystko, by takie nastroje jeszcze bardziej zaostrzyć.
Zupełnie odmienną kwestię stanowiło chrześcijaństwo. Przez cały okres Edo misjonarze nie mieli wstępu do Japonii, a około 60 tysięcy japońskich chrześcijan podlegało ciągłym represjom i było zmuszonych do praktykowania swej religii w ukryciu. Wraz z obaleniem siogunatu bynajmniej nie od razu przyniesiono kres prześladowaniom, ale uczyniono to dopiero pod wpływem nacisków ze strony Stanów Zjednoczonych. Z Zachodu ponownie zaczęli przybywać do Japonii misjonarze, zaś rząd, choć przyjmował ich do kraju, był bardzo niechętny krzewieniu chrześcijaństwa. Mimo formalnej swobody religijnej odsetek chrześcijan wśród ludności japońskiej nigdy nie przekroczył 1%. Niemniej jednak odgrywali oni relatywnie dużą rolę w życiu kulturalnym i politycznym, często angażując się w oddolne ruchy demokratyczno-reformatorskie. Jedyny znaczący sprzeciw wobec wzrostu znaczenia chrześcijaństwa wyrażali mnisi i myśliciele buddyjscy, często wzywający wręcz do jego delegalizacji. Jednym z najbardziej prominentnych filozofów związanych z buddyzmem, który poddawał chrześcijańską wiarę ostrej krytyce, był Enryō Inoue, założyciel renomowanego instytutu studiów filozoficznych.